# Operazione Barbarossa
Operazione Barbarossa (in tedesco Unternehmen Barbarossa, in russo Операция Барбаросса?, Operacija Barbarossa) era il nome in codice dell'invasione dell'Unione Sovietica da parte della Germania nazista e di alcune altre potenze dell'Asse, iniziata domenica 22 giugno 1941, durante la seconda guerra mondiale. L'operazione mise in atto l'obiettivo ideologico della Germania nazista di conquistare l'Unione Sovietica occidentale per ripopolarla di tedeschi. Il Generalplan Ost mirava a utilizzare parte del popolo conquistato come forza lavoro a beneficio dell'impegno bellico dell'Asse, mentre quest'ultimo acquisiva le riserve di petrolio del Caucaso e le risorse agricole dei vari territori sovietici. L'obiettivo finale includeva l'eventuale sterminio, la schiavitù, la germanizzazione e deportazione di massa in Siberia dei popoli slavi e l'espansione del Lebensraum (spazio vitale) della Germania.
Nei due anni precedenti l'invasione, la Germania e l'Unione Sovietica firmarono patti politici (Patto Molotov-Ribbentrop) ed economici a fini strategici. Dopo l'occupazione sovietica della Bessarabia e della Bucovina settentrionale, l'Alto Comando tedesco iniziò a pianificare un'invasione dell'Unione Sovietica nel luglio 1940 (sotto il nome in codice "Operazione Otto"), che Adolf Hitler autorizzò il 18 dicembre 1940. Nel corso dell'operazione, circa tre milioni di uomini appartenenti alle potenze dell'Asse—la più grande forza di invasione nella storia militare—invasero l'Unione Sovietica occidentale lungo un fronte di 2 900 chilometri, con 600 000 veicoli a motore e oltre 600 000 cavalli per operazioni esterne al combattimento. L'offensiva segnò una massiccia escalation della seconda guerra mondiale, sia geograficamente che nella formazione della coalizione Alleata, inclusa l'Unione Sovietica.
L'operazione ha causato l'apertura del fronte orientale, in cui sono state impegnate più forze che in qualsiasi altro teatro di guerra nella storia. Il teatro ha visto alcune delle più grandi battaglie mai combattute, le più orribili atrocità e il numero più alto di vittime (sia per le forze sovietiche che per quelle dell'Asse), fattori che hanno influenzato il corso della seconda guerra mondiale e la successiva storia del XX secolo. L'esercito tedesco catturò circa cinque milioni di soldati dell'Armata Rossa sovietica. I nazisti lasciarono morire di fame, o uccisero in altro modo, oltre tre milioni di prigionieri di guerra sovietici e un vasto numero di civili, mentre lo Hungerplan venne attuato per risolvere la carenza di cibo tedesca e sterminare la popolazione slava attraverso la fame. Fucilazioni di massa e uccisioni tramite gassazione, eseguite dai nazisti o da collaboratori volontari, portarono alla morte di oltre un milione di ebrei sovietici come parte dell'Olocausto.
Operativamente, le forze tedesche ottennero vittorie significative e conseguirono successi tattici uno dopo l'altro, occupando alcune delle aree economiche più importanti dell'Unione Sovietica (principalmente in Ucraina) e infliggendo pesanti perdite. In meno di sei mesi le truppe tedesche avanzarono di quasi 1 000 chilometri fino all'area della capitale sovietica. Nonostante questi primi successi, l'offensiva tedesca si fermò nella battaglia di Mosca alla fine del 1941 e la successiva controffensiva invernale sovietica respinse le truppe tedesche, impedendo alla Germania di raggiungere l'obiettivo strategico della linea A-A. I tedeschi erano fiduciosi di un rapido crollo delle forze nemiche come nella campagna di Polonia, speranza alimentata ulteriormente dai loro iniziali successi, ma l'Armata Rossa assorbì i colpi più forti della Wehrmacht e la condusse in una guerra di logoramento per la quale i tedeschi erano impreparati.
Il fallimento strategico dell'Operazione Barbarossa rovesciò le sorti della Germania nazista. Con una guerra aperta su più fronti, le forze della Wehrmacht non poterono più attaccare lungo l'intero fronte orientale e le successive operazioni per riprendere l'iniziativa e penetrare in profondità nel territorio sovietico—come l'Operazione Blu nel 1942 e la battaglia di Kursk nel 1943—alla fine fallirono, il che portò la Wehrmacht alla ritirata e al tracollo finale.
L'operazione deve il nome ad una decisione personale di Hitler, che intese onorare la memoria dell'imperatore Federico I di Svevia (1122-1190), detto "il Barbarossa".

## I rapporti tra Germania e Unione Sovietica
L'ostilità che animava non solo i regimi nazista e stalinista ma anche la cultura e i due popoli era stata da secoli sempre molto profonda: i Teutoni e gli Slavi erano da sempre nemici e in tempi moderni era già stata espressa la volontà da parte di Hitler di colonizzare una terra dagli spazi così immensi, ma egli non intendeva ripetere l'errore compiuto dalla Germania e dagli Imperi centrali durante la prima guerra mondiale, ossia la guerra su due fronti, e di conseguenza l'intento risiedeva nel combattere un solo nemico alla volta e, solo distruggendo definitivamente i nemici occidentali, la Germania avrebbe avuto la possibilità di volgere lo sguardo ad est e conquistare l'Unione Sovietica.

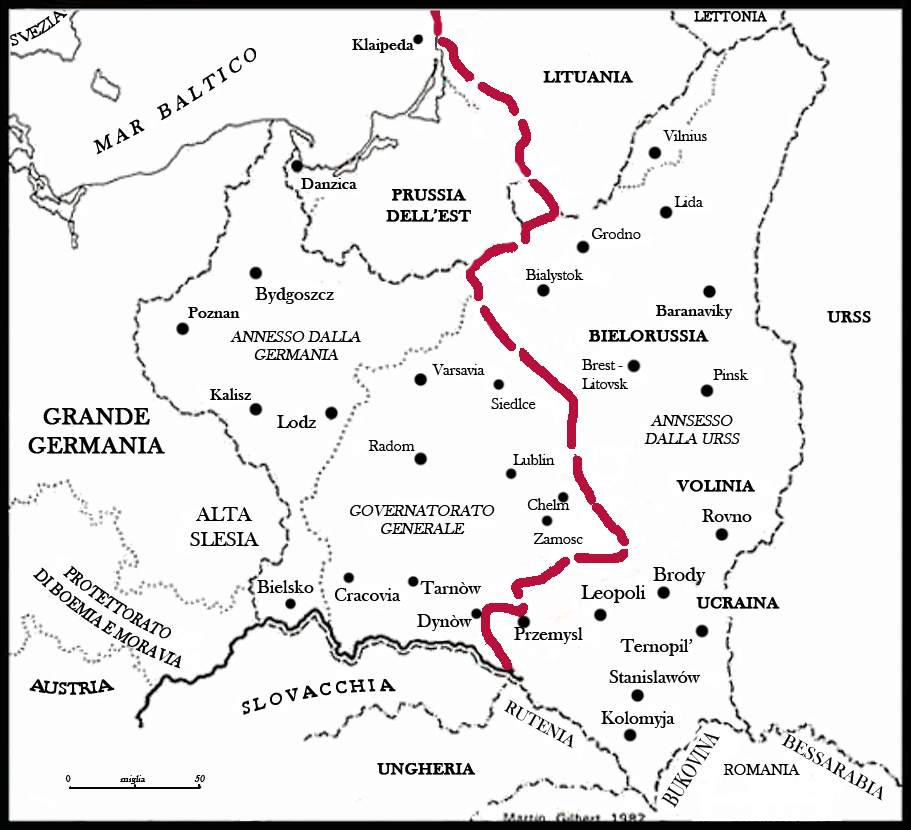
Mappa della "Linea Molotov"

L'inimicizia dei due popoli e, in misura ancora maggiore, dei due regimi rendeva difficile ma non impossibile un'intesa diplomatica e la difficoltà era accresciuta dalla politica dichiaratamente espansionistica iniziata dalla Germania con l'annessione dei Sudeti. Tale annessione venne solennemente sancita il 30 settembre 1938 nella conferenza di Monaco, anche se la politica espansionistica tedesca proseguiva con il tentativo di rivendicazione del cosiddetto corridoio di Danzica nei confronti della Polonia; ma Hitler, sfruttando l'avversione di Stalin per "l'occidente capitalista", avviò trattative segrete con l'Unione Sovietica che si conclusero positivamente il 23 agosto 1939 con il patto Molotov-Ribbentrop; in sostanza un patto di futura spartizione della Polonia e un patto di non aggressione che consentiva alla Germania non solo di non temere nessuna offensiva sovietica da est ma di continuare a usufruire delle forniture di petrolio, grano e acciaio provenienti proprio dallo stato sovietico.
La prospettiva dell'imminente conflitto contro la Polonia favorì ulteriormente le relazioni tra i due paesi in quanto la possibile futura spartizione dell'Europa orientale era un obiettivo che da parte sovietica era positivamente considerato; Stalin tuttavia non trascurò la fondata possibilità che, presto o tardi, il conflitto tra i due popoli e le due ideologie sarebbe stato inevitabile e quindi, una volta sconfitta la Polonia, furono iniziati i lavori di approntamento della cosiddetta Linea Molotov, una linea di fortificazioni che, partendo dalla città di Memel, oggi Klaipėda, sul mar Baltico, si snodava lungo la nuova frontiera tedesco-sovietica, dalla Prussia Orientale fino alla Cecoslovacchia, a protezione dei confini dell'Unione Sovietica.

## I motivi dell'attacco

### Le ragioni politiche
La politica estera teorizzata da Hitler poggiava sul concetto del Lebensraum, lo "spazio vitale" destinato al popolo tedesco; esso doveva essere ricavato dall'annessione di territori a est della Germania, abitati da coloro che erano definiti Untermenschen, sub-umani; queste popolazioni comprendevano gli slavi e i bolscevichi sovietici ma anche gli ebrei, gli zingari e qualunque razza o etnia differente da quella ariana, e il loro destino avrebbe dovuto essere quello contenuto nel Generalplan Ost, il progetto che mirava a dare attuazione alle teorie del Führer in materia del nuovo ordine delle relazioni etnografiche nei territori occupati quali il genocidio, l'espulsione, la riduzione in schiavitù e la germanizzazione.
Ecco quanto scriveva in proposito lo stesso Hitler prima ancora di salire al potere, nel famoso libro Mein Kampf:
(Adolf Hitler, Mein Kampf)

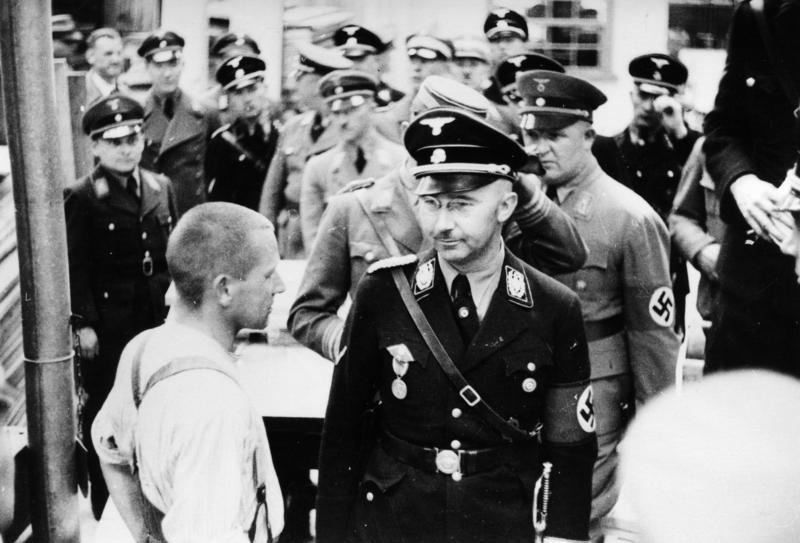
Heinrich Himmler, ideatore del Generalplan Ost, in una fotografia scattata a Dachau

Oltre alle teorie razziali vi erano tuttavia ragioni politiche e militari ben definite: nel 1939 l'Unione Sovietica contribuì alla sconfitta della Polonia con l'attacco da est avvenuto il 18 settembre e, con l'accordo stipulato il 29 settembre in materia di scambi commerciali con la Germania, ad alleggerire la pressione economica che derivava dal conflitto appena iniziato, ma allo stesso tempo la politica espansionista dello Stato sovietico cominciò a delinearsi. L'Unione Sovietica, approfittando del pesante impegno militare tedesco sul fronte occidentale, occupò gli Stati baltici tra il 14 e il 17 giugno 1940, data in cui Molotov, congratulandosi con l'ambasciatore tedesco a Mosca, von Schulenburg, per il successo ottenuto dalle armate tedesche in Francia (lo stesso giorno la Francia aveva chiesto alla Germania l'armistizio, con Parigi occupata dalle truppe germaniche tre giorni prima), annunciava l'avvenuta occupazione da parte sovietica di Lituania (unico paese baltico confinante allora con la Germania), Lettonia ed Estonia.
Il 30 novembre 1939 l'Unione Sovietica aveva attaccato la Finlandia e, diversamente da quanto previsto nel patto Molotov-Ribbentrop, a fine giugno-inizio luglio 1940 aveva imposto alla Romania di cedere non solo la regione della Bessarabia ma la parte settentrionale della Bucovina, occupando anche il territorio di Herța appartenuto sin dal XIX secolo al vecchio Regno di Romania e popolato quasi totalmente da popolazione rumena; questo aveva spinto Hitler, timoroso di perdere nel prossimo futuro il petrolio rumeno, a garantire i ridimensionati confini della Romania il 30 settembre 1940, dopo che altri territori di questo stato erano stati ceduti a seguito di accordi internazionali imposti dalla Germania: parte della Transilvania settentrionale all'Ungheria (secondo arbitrato di Vienna, 30 agosto 1940) e Dobrugia meridionale alla Bulgaria (trattato di Craiova, 7 settembre 1940).
Tutto questo si tradusse, nei rapporti fra Terzo Reich e Unione Sovietica, in uno scambio reciproco di accuse di violazione dell'articolo 3 del Trattato Molotov-Ribbentrop, che prevedeva la reciproca, anticipata consultazione prima di intraprendere iniziative di tipo politico-militare di un certo rilievo: la Germania accusava l'Unione Sovietica di averla informata della sua annessione degli Stati baltici solo a fatto compiuto, l'Unione Sovietica accusava della medesima violazione la Germania, per gli accordi imposti a Vienna a Romania e Ungheria.
La tensione che si stava creando a causa della situazione nel "Bacino danubiano" fu il motivo dell'invito a Berlino del ministro degli esteri Molotov che avanzò alcune richieste: l'inserimento della Finlandia nella sfera di influenza dell'Unione Sovietica, la preparazione di un accordo che sancisse in modo preciso e definitivo il futuro assetto politico ed economico della Polonia e l'accettazione degli interessi sovietici su parte della Romania, sulla Bulgaria e sullo stretto dei Dardanelli; tali richieste suscitarono però il disappunto di Hitler che confidò ai suoi più vicini collaboratori che l'andamento di questi colloqui lo aveva convinto in modo definitivo che il conflitto con l'Unione Sovietica sarebbe stato inevitabile.
I differenti e contrastanti interessi tra le due nazioni stavano cominciando a portare in superficie tanto la fragilità quanto la reale natura di "espediente" del patto Molotov-Ribbentrop e proprio nei Balcani il contenzioso stava portando al punto di rottura: l'Unione Sovietica aveva favorito in Jugoslavia il colpo di Stato con il quale, il 27 marzo 1941, il generale Dušan Simović aveva posto sul trono Pietro II di Jugoslavia, mentre la Germania aveva stretto i rapporti con la Bulgaria, della quale si sarebbe servita per l'invasione della Grecia e per il controllo della Jugoslavia, la stessa Romania e l'Ungheria, con il patto di alleanza stipulato il 30 agosto 1940, tramutandoli in suoi "stati satelliti".

### Le ragioni militari
Dal punto di vista militare Hitler vedeva, dopo la capitolazione della Francia, l'Unione Sovietica come causa indiretta della resistenza della Gran Bretagna, sostenendo che essa riponeva le sue speranze tanto sull'entrata in guerra degli Stati Uniti quanto sulla potenza dello Stato bolscevico e, se questo fosse risultato sconfitto, Roosevelt non avrebbe combattuto contro la Germania e la Gran Bretagna avrebbe chiesto quella pace tanto sperata dal Führer, o, in alternativa, la prospettiva di una "crociata anticomunista" avrebbe potuto suggerire alla capitalista Gran Bretagna una pace, al fine di permettere ai tedeschi di concentrare tutte le loro forze contro il comunismo.
Altri importanti elementi che rafforzavano la convinzione di Hitler in una campagna della durata non superiore a dieci settimane erano: l'impreparazione dell'Armata Rossa, palesata durante il conflitto sovietico-finnico, la presunta inesperienza degli alti comandi, colpiti nel periodo successivo al 1937 da una serie di epurazioni che, secondo stime di parte tedesca, avevano eliminato o messo a riposo circa 30000 tra ufficiali dell'esercito e della marina, il 90% dei generali e l'80% dei colonnelli, e l'arretratezza del popolo e della società dell'Unione Sovietica.

## La preparazione dell'attacco

### L'esercito tedesco
Nell'estate del 1940 Hitler cominciò a elaborare la strategia da utilizzare per un attacco contro l'Unione Sovietica. Egli, nel 1938, aveva assunto il comando delle forze armate creando un proprio stato maggiore, l'Oberkommando der Wehrmacht (OKW) che, in collaborazione con l'Oberkommando des Heeres (OKH), il comando supremo dell'esercito, si adoperò per la pianificazione di quell'operazione che ancora non aveva assunto la denominazione di "Barbarossa".
Nel periodo intercorrente tra l'autunno del 1940 e la primavera del 1941 iniziò un enorme spostamento di mezzi e di truppe lungo i confini orientali del Reich e circa 17000 treni furono impiegati per trasportare la massa di materiali e l'impressionante numero di circa 3500000 uomini; tale spostamento non si concretizzò immediatamente in un "dislocamento" in quanto una parte di questi mezzi fu impiegata, nell'aprile del 1941, per le due campagne lampo contro la Jugoslavia e la Grecia ma, ai primi di giugno, l'esercito tedesco era pronto per sferrare l'offensiva.
L'inizio delle operazioni era fissato per la seconda metà del mese di maggio ma, oltre al dirottamento di una parte delle forze per la guerra nei Balcani, vi furono altri due fattori a ritardarne l'esecuzione: il primo era la scarsità di veicoli di cui disponeva la Germania, le cui industrie non erano ancora state mobilitate per la "guerra totale", con la conseguenza che anche le divisioni corazzate dipendevano in parte dal trasporto ippotrainato; il secondo era l'eccezionale ondata di pioggia, che si era abbattuta in quella primavera sull'Europa orientale e che aveva reso difficilmente percorribili le strade sovietiche, che non erano asfaltate.

### L'atteggiamento sovietico
I grandi movimenti dell'esercito tedesco ovviamente non sfuggirono ai servizi segreti sovietici, così come non furono ignorate le frequenti missioni di aerei da ricognizione tedeschi, che ad alta quota studiavano il terreno in previsione dell'avanzata, ed è da rilevare che nel dicembre 1940 l'addetto militare sovietico a Berlino era entrato in possesso, grazie a un'informazione anonima, delle linee di condotta delle operazioni verso ovest, ma tutti questi indizi sembrano essere stati ignorati da Stalin che, oltre a non sollevare proteste, diramò ordini alla stampa al fine di impedirle di affrontare l'argomento ed evitò di mobilitare l'esercito.
Nonostante le relazioni fra i due Paesi in quel periodo non fossero buone, già verso fine marzo il Sottosegretario di Stato statunitense Sumner Welles, su disposizione del Segretario di Stato Cordell Hull, aveva trasmesso all'ambasciatore sovietico a Washington, Konstantin Umanskij, un rapporto ricevuto dall'addetto commerciale americano a Berlino, Sam E. Woods, nel quale quest'ultimo riferiva dettagliatamente quanto appreso da fonti tedesche, e cioè che la Germania nazista si stava preparando ad attaccare di lì a poco l'Unione Sovietica. Il rapporto era stato giudicato attendibile dai servizi d'informazione americani. Di questa nota allarmante Stalin non tenne alcun conto.
Lo stesso Primo Ministro Britannico, Winston Churchill, si era premurato il 3 aprile 1941 d'inviare, tramite l'ambasciatore inglese a Mosca, sir Stafford Cripps, un memorandum a Stalin nel quale lo metteva in guardia sulle reali intenzioni di Hitler, citando movimenti di truppe corazzate tedesche verso la Polonia, dei quali era venuto a conoscenza tramite i servizi d'informazione britannici. Cripps inoltrò con colpevole ritardo il messaggio il 19 aprile tramite Andrei Vyšinskij, il quale il 23 aprile assicurò l'ambasciatore inglese che il messaggio era stato inoltrato a Stalin.
Ancora il 14 giugno (otto giorni prima dell'attacco tedesco) l'Agenzia di stampa ufficiale sovietica, la TASS, scriveva a proposito delle voci sull'imminente attacco:
(Agenzia TASS, 14 giugno 1941)
Oltre ad avere la preoccupazione di non offrire pretesti alla Germania per iniziare le ostilità, Stalin si fece fuorviare dalla diffidenza nei confronti dell'Inghilterra, considerando non attendibili e frutto di un'operazione di disinformazione le indicazioni provenienti da oltremanica; a questo si aggiunse l'attività dello spionaggio tedesco, che intese far credere che lo spostamento di truppe verso est aveva come unico scopo quello di portare al di fuori del raggio di azione dei bombardieri britannici tutte le forze che sarebbero state utilizzate da Hitler per l'invasione della Gran Bretagna. Tale informazione fu in ogni caso giudicata attendibile da Stalin, il quale riteneva che la Germania non avrebbe aperto il fronte orientale prima di aver portato a termine le operazioni militari contro la Gran Bretagna.
Due giorni dopo il comunicato della TASS, così Stalin annotava sulla copia del rapporto di un ufficiale tedesco, che trattava dell'attacco all'Unione Sovietica da parte della Germania per il 22 giugno, giunta nelle mani del NKVD e da questo trasmessagli, rinviandola al mittente:
(Da Stalin al NKDV il 16 giugno 1941)
L'atteggiamento di Stalin tuttavia non derivava semplicemente dall'evolversi della situazione politica e bellica con l'Inghilterra, ma anche dalla riscontrata impreparazione dell'Armata Rossa, che dopo le pesanti perdite subite a causa delle purghe staliniane e della Guerra in Finlandia in quel periodo era in fase di addestramento e soprattutto di riammodernamento. Mentre Hitler stava completando la pianificazione dell'Operazione Barbarossa, i generali Žukov e Timošenko si adoperavano per elaborare una strategia difensiva, basata non più sull'antiquata concezione dello schieramento del grosso delle truppe lungo il confine ma piuttosto sul concetto della "difesa mobile", che prevedeva linee di difesa distanti un centinaio di chilometri l'una dall'altra, che, in caso di attacco, avrebbero consentito con maggiore facilità il ripiegamento e il contrattacco.

### Gli avvertimenti di Richard Sorge
Richard Sorge, agente segreto sovietico, sfruttando la sua professione di giornalista e inviato di un paio di riviste tedesche, nel periodo tra il 1935 e il 1941 realizzò, nelle vesti di corrispondente da Tokyo, un collegamento radiofonico con Mosca e, nell'aprile del 1941, leggendo gli scritti dell'addetto militare tedesco, il colonnello Kretschmer, era venuto a conoscenza del completamento dei preparativi per l'offensiva e che la decisione sulla guerra o sulla pace con l'Unione Sovietica sarebbe dipesa esclusivamente dalla volontà di Hitler e non dall'atteggiamento di Stalin; il 20 maggio 1941, leggendo alcuni telegrammi di Ribbentrop, fu in grado di conoscere la data esatta dell'attacco e immediatamente trasmise a Mosca il messaggio: «...l'attacco inizierà il 20 giugno, è possibile un giorno o due di ritardo, ma i preparativi sono ormai completi. Alla frontiera orientale della Germania sono ammassate dalle 170 alle 190 divisioni tedesche. Non ci saranno né ultimatum né dichiarazioni di guerra. L'esercito russo dovrà crollare e il regime sovietico cadrà entro due mesi.».
Mosca parve ignorare anche questo avvertimento, inviando al giornalista tedesco e ai suoi collaboratori, dopo alcuni giorni di silenzio, solamente un messaggio in cui si esprimeva "grata approvazione" per l'informazione; atteggiamento che naturalmente suscitò perplessità in Sorge, perplessità ribadite durante il processo a suo carico che si tenne a Tokyo nel 1944, e interrogativi da parte degli storici moderni, mai completamente chiariti.

## Piano operativo
L'alto comando tedesco (Oberkommando der Wehrmacht, OKW), prevedeva l'impiego di tre gruppi di armate incaricati di conquistare regioni ben definite, obiettivi specifici quali i grandi bacini industriali e le importanti città dell'Unione Sovietica:

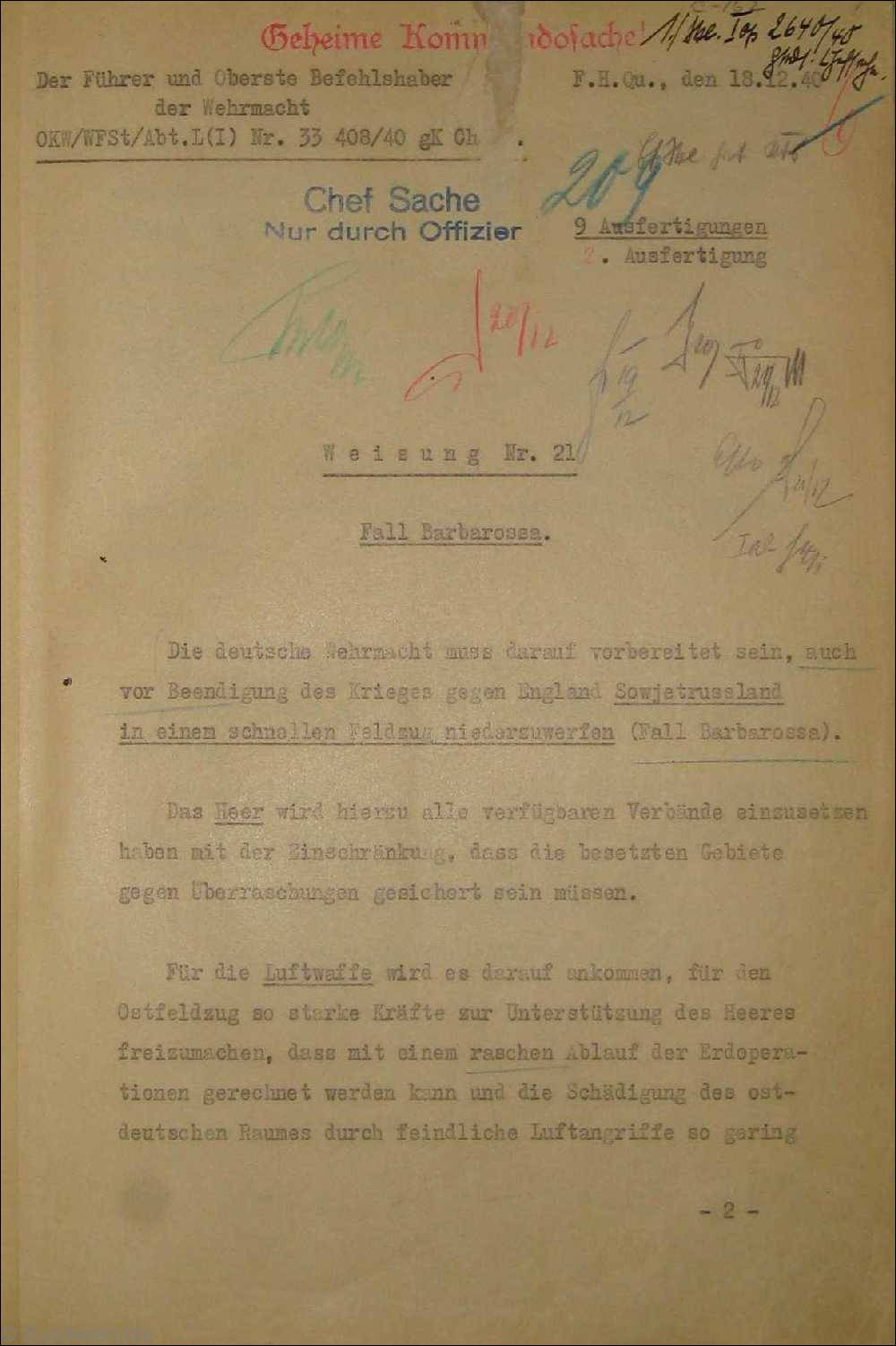
La "Direttiva n. 21", emanata da Hitler il 18 dicembre 1940, contenente le disposizioni di attuazione per l'operazione Barbarossa

- L'Heeresgruppe Nord, forte di 31 divisioni, partendo dalla Prussia Orientale, aveva il compito di marciare in direzione nord-est, attraverso i paesi baltici e nella Russia settentrionale, al fine di occupare Leningrado. La Finlandia, che si era alleata con la Germania per ribaltare la sconfitta subita per mano dell'URSS nella Guerra d'Inverno, avrebbe attaccato dalla Carelia con 14 divisioni una ventina di giorni dopo l'inizio dell'offensiva tedesca.
- L'Heeresgruppe Mitte costituiva la forza più consistente. Le sue 57 divisioni avrebbero dovuto attaccare a nord delle Paludi del Pripjat, che si estendevano oltre il confine per circa 240 chilometri, puntando sulla direttrice Smolensk-Mosca, marciando attraverso la Bielorussia e le regioni centro-occidentali dell'Unione Sovietica.
- L'Heeresgruppe Süd, forte di 48 divisioni, era diviso in due colonne distinte: quella settentrionale, più forte e meglio equipaggiata, doveva avanzare lungo l'estremità meridionale delle paludi di Rokitno e penetrare in Ucraina con obiettivo Kiev e il fiume Dnepr, mentre la più modesta colonna meridionale, formata da 6 divisioni tedesche e da circa 200000 soldati rumeni, sarebbe penetrata in Unione Sovietica dalla Romania il 1º luglio, appoggiata da tre brigate ungheresi e da due divisioni più una brigata slovacca provenienti dai Carpazi[39].

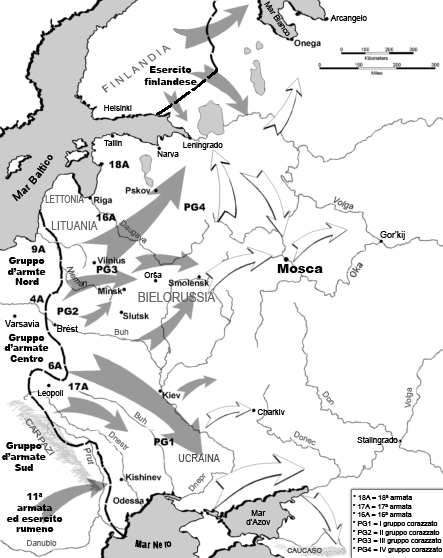
Direttrici d'attacco dell'operazione Barbarossa

Differenti, fin dall'inizio dei preparativi, furono le opinioni in merito alle tattiche e alla strategia da adottare per l'invasione: lo stato maggiore dell'OKW aveva incominciato a elaborare piani d'attacco fin dal luglio del 1940 (subito dopo la sconfitta della Francia), arrivando a un'idea di massima nel febbraio 1941 quando Hitler approvò le linee generali del progetto. Questa si basava sostanzialmente sulla conquista della parte "europea" dell'Unione Sovietica; la Wehrmacht quindi si sarebbe arrestata lungo una linea ideale che collegava Arcangelo sul Mar Bianco e Astrachan', sul mar Caspio; al di là di questa linea si estendeva la parte "asiatica" che i tedeschi consideravano arida e improduttiva.
Una prima "bozza" fu elaborata da uno degli ufficiali dotati di maggiore reputazione dal punto di vista strategico, il generale Erich Marcks, che suggerì una mossa decisamente audace: l'attacco in Ucraina, l'avanzamento fino a Rostov con tutti i mezzi corazzati disponibili e una successiva deviazione verso nord alle spalle di Mosca con l'intento di aggirare l'intero schieramento sovietico in una colossale battaglia di annientamento. Una seconda teoria era quella del generale Franz Halder, basata su un attacco a tre "punte": la conquista del nord avrebbe assicurato alla Germania Leningrado, importante centro portuale ed economico, e i porti sul mar Baltico, mentre la conquista del sud avrebbe condotto all'occupazione dell'Ucraina, il cosiddetto "granaio della Russia" e dell'industrializzato bacino carbonifero del Donec. Le due ali marcianti avrebbero inoltre protetto l'avanzata al centro verso la capitale sovietica.
Una terza visione era quella del generale Friedrich Paulus, simile a quella di Halder, ma dalla quale si discostava, modificando il "ruolo" dell'Heeresgruppe Mitte: esso infatti, puntando comunque su Mosca, doveva avanzare a "ventaglio", cedendo di volta in volta delle unità ai due gruppi laterali e, arrivato a Smolensk, si sarebbe "sciolto" per rafforzarli nella loro avanzata verso nord e verso sud. Opinioni molto differenti si ebbero sulla priorità da dare alla conquista di Mosca: Hitler ne dava un'importanza relativa rispetto all'appropriazione delle risorse mentre molti generali, tra i quali Halder e il suo superiore, il feldmaresciallo Walther von Brauchitsch, comandante in capo dell'esercito, sostenevano che la conquista di Mosca avrebbe privato i sovietici della loro capitale amministrativa ma anche di un fondamentale centro per la produzione di armamenti e nodo per le comunicazioni.

## Il rinvio delle operazioni

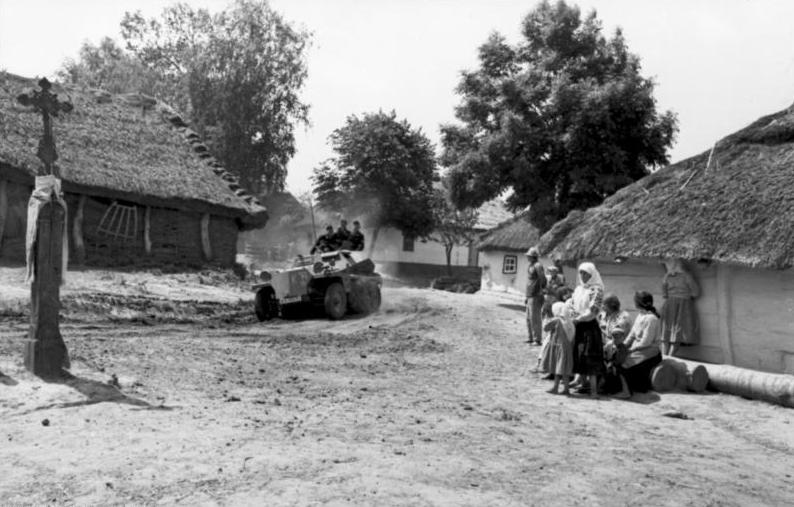
Soldati tedeschi, a bordo di uno schützenpanzer, entrano in un villaggio jugoslavo

L'attacco all'Unione Sovietica era stato originariamente previsto per il 15 maggio 1941 ma le condizioni meteorologiche della primavera russa, particolarmente piovosa quell'anno, convinsero i pianificatori tedeschi a posporre l'attacco fino alla data definitiva del 22 giugno. Hitler nel frattempo aveva "convinto", con lusinghe e minacce, la Jugoslavia, governata dal principe reggente Paolo ad aderire al Patto Tripartito (fra le lusinghe, vi era la promessa di concederle la Macedonia meridionale con l'importante città portuale di Salonicco), il che avrebbe consentito, tra l'altro, il passaggio immediato nel suo territorio di truppe tedesche, destinate all'"operazione Marita", un intervento militare contro la Grecia volto a prevenire uno sbarco in Grecia di truppe inglesi e a stabilizzare la precaria situazione dell'alleato italiano. L'adesione venne firmata a Vienna il 25 marzo.
Tuttavia, tre giorni dopo, una rivolta popolare in Belgrado detronizzò Paolo, che venne esiliato, e mise sul trono il cugino ed erede legittimo Pietro II. Il nuovo governo, diretto dal generale Dušan Simović, interpretando i sentimenti antinazisti di gran parte della popolazione, ritirò l'adesione della Jugoslavia al Patto Tripartito, pur dichiarandosi disposto a sottoscrivere un patto di non aggressione con la Germania. Ciò fece infuriare Hitler, che decise di dare una lezione severa alla Jugoslavia: ordinò la distruzione di Belgrado con la Luftwaffe (operazione "Castigo"), l'invasione militare della Jugoslavia e il suo smembramento come stato, il che comportava necessariamente il differimento dell'Operazione Barbarossa.

## La dichiarazione di guerra
Il 21 giugno l'ambasciatore tedesco a Mosca, von Schulenburg, ricevette via radio dal Ministro degli Esteri tedesco, Ribbentrop, la dichiarazione di guerra all'Unione Sovietica, da consegnare al Ministro sovietico degli Esteri Molotov. In essa la Germania accusava l'Unione Sovietica di aver violato sistematicamente gli accordi del patto di non aggressione firmato dai due Paesi il 24 agosto 1939 a Mosca, di aver tramato contro la Germania con un'aggressiva condotta diplomatica antitedesca e di star ammassando al suo confine occidentale forti contingenti di truppe destinate a un attacco alla Germania. Al termine della lettura, fattagli da Schulenburg, Molotov gli disse: «È la guerra. Credete che ce la siamo meritata?»
La stessa dichiarazione venne letta da Ribbentrop, alle 4 del mattino del 22 giugno 1941, all'ambasciatore russo a Berlino, Vladimir Dekanozov, che il giorno prima aveva tentato invano di farsi ricevere da lui per sottoporgli le proteste del suo governo a causa di ripetute violazioni dello spazio aereo russo da parte di velivoli militari tedeschi.

## L'attacco

### Le prime fasi
Il 22 giugno 1941, giorno precedente all'anniversario in cui, 129 anni prima, l'esercito di Napoleone aveva attraversato il fiume Niemen in direzione di Mosca, tra le 3:15 e le 3:45 del mattino, sulla linea che andava dal mar Baltico al mar Nero, iniziò un intenso fuoco di sbarramento da parte dell'artiglieria tedesca (il caso volle che l'ordine di apertura del fuoco arrivasse pochi minuti dopo il passaggio del confine da parte dell'ultimo convoglio di vagoni previsto per quella data, comprendente materie prime per la produzione industriale fornite dall'Unione Sovietica in ottemperanza agli accordi del patto Molotov-Ribbentrop) e alle 4:45 fu dato l'ordine di avanzare ai reparti corazzati.

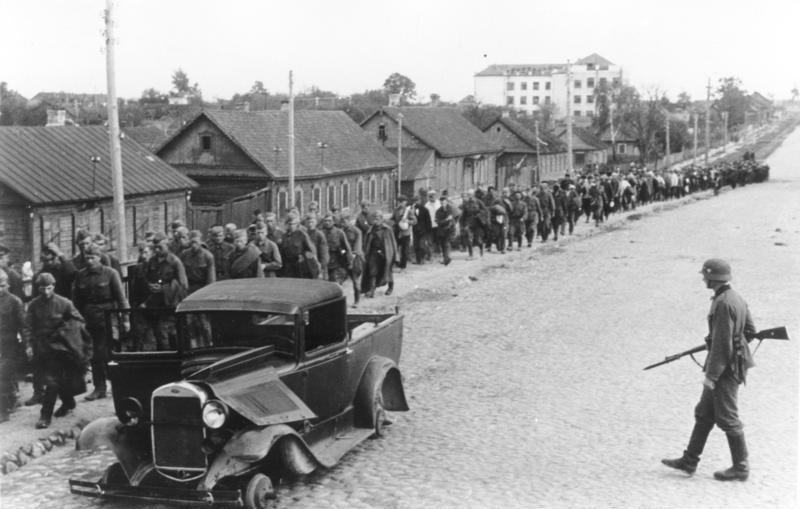
L'operazione Barbarossa, nei primi giorni di guerra, fruttò alla Wehrmacht un grandissimo numero di prigionieri; nell'immagine soldati sovietici catturati nella sacca di Minsk

I tedeschi schieravano 146 divisioni (19 delle quali corazzate e 14 di fanteria motorizzata), per un totale di 3500000 uomini, 3300 carri armati, 600000 veicoli motorizzati (trasporti truppe, cannoni semoventi e veicoli anticarro) oltre 7000 pezzi d'artiglieria e 2 770 aerei e circa 625000 cavalli. Da parte loro i sovietici schieravano 202 divisioni sull'intero fronte orientale, di cui 171 in prima linea. L'Armata Rossa disponeva in totale di 303 divisioni con 4700000 soldati, di cui 2500000 schierati a presidio del fronte occidentale; 20 corpi meccanizzati, ciascuno con due divisioni corazzate e una meccanizzata, erano posizionati a distanze variabili da 50 a 400 chilometri dalle prime linee.
La disponibilità di carri armati era enorme, con oltre 17000 mezzi corazzati, ma i mezzi moderni erano solo 1 475 tra T-34 e KV-1, mentre la maggioranza erano modelli leggeri di tipo BT-5, BT-7, T-26; inoltre i corpi meccanizzati avevano gravi carenze di addestramento, di supporto logistico e di preparazione tecnica; erano presenti anche numerose divisioni di cavalleria che si sarebbero dimostrate utili in terreni impervi e paludosi e durante la controffensiva invernale. L'aviazione infine disponeva di quasi 20000 velivoli, di cui almeno 7 133 nei distretti militari occidentali, ma anche in questo caso l'inferiorità tecnica dei mezzi, lo scarso addestramento e la modesta esperienza tattica avrebbero causato gravi perdite e una netta inferiorità rispetto alle forze aeree tedesche.

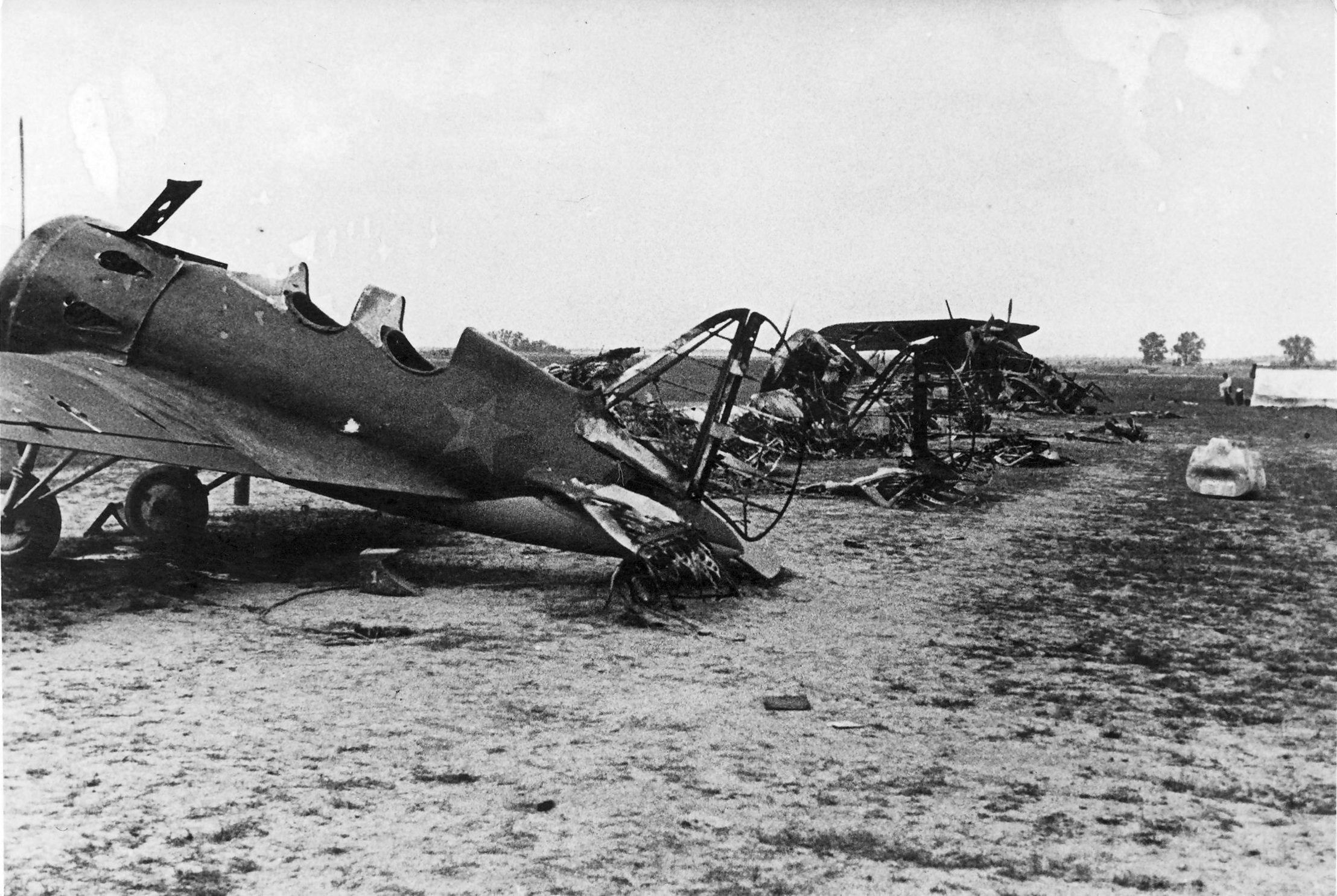
Caccia sovietici Polikarpov I-16 distrutti al suolo

La sorpresa dell'attacco tedesco fu assoluta, nonostante poche ore prima fosse stato inviato a tutti i distretti di confine l'ordine del ministero della difesa sovietico di mettere le truppe in "stato d'allarme primario" e, in conseguenza della frammentarietà delle comunicazioni, solo dopo quattro ore Stalin diede l'ordine di contrattaccare; l'aviazione sovietica fu duramente colpita al suolo (la Luftwaffe, solo nel primo giorno, distrusse più di 1 800 velivoli) e i pochi aerei che riuscirono ad alzarsi in volo, i superati caccia Polikarpov I-16, furono abbattuti in massa, e nei successivi quattro giorni i sovietici persero il 50% del loro potenziale aereo.

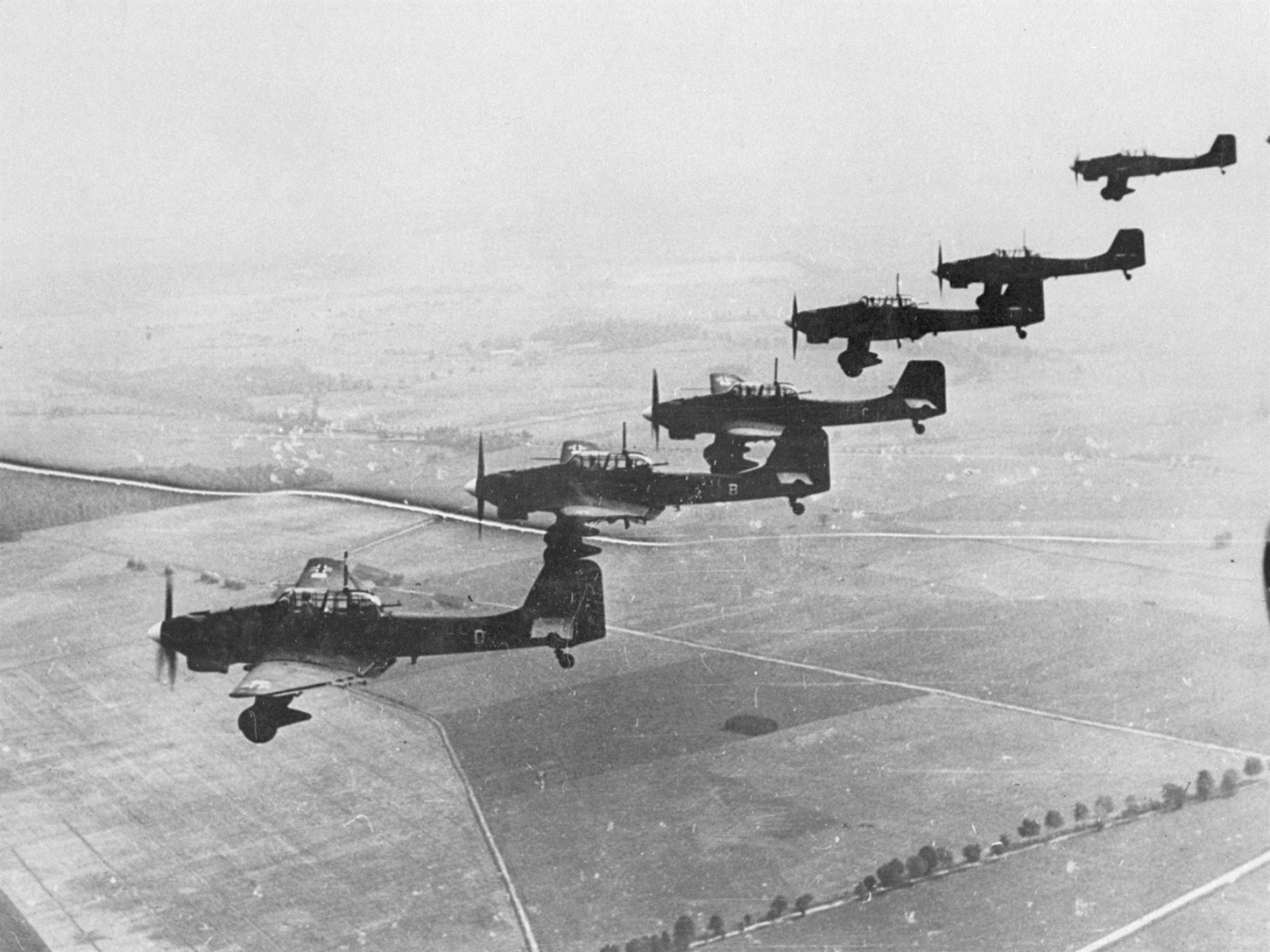
Formazione di cacciabombardieri da picchiata Junkers Ju 87 Stuka; la Luftwaffe ottenne molto rapidamente il predominio dell'aria

I bombardieri in picchiata Stuka ebbero l'ulteriore compito di colpire le linee telefoniche e telegrafiche così, oltre alla frammentarietà delle comunicazioni, ci fu l'ulteriore aggravio della continua interruzione delle trasmissioni, gettando nel caos il comando supremo sovietico; la conseguenza di queste difficoltà fu che i ponti non furono fatti saltare e le truppe tedesche poterono attraversare i fiumi Bug Occidentale, Bug Meridionale, Nemunas, Dvina Settentrionale e Daugava su strutture ancora intatte guadagnando tempo prezioso al fine della rapidità dell'avanzata.
Il 24 giugno Hitler spostò il suo quartier generale da Berlino alla Prussia orientale, nella Wolfsschanze, la "tana del lupo", constatando i progressi territoriali della Wehrmacht, penetrata per oltre 160 km nel territorio sovietico, mentre l'Italia la sera del 22 aveva dichiarato guerra all'Unione Sovietica insieme alla Romania, il 26 anche la Finlandia e la Slovacchia, seguite il 27 dall'Ungheria, dichiararono a loro volta guerra, mentre Stalin inspiegabilmente "ruppe" il silenzio solo alle 6:30 del 3 luglio denunciando, dai microfoni di radio Mosca, la rottura del patto di non aggressione da parte della Germania e il "richiamo alla lotta" per il popolo sovietico; le ragioni di questo silenzio sono ancora oggi controverse. In quella decina di giorni che precedettero il suo messaggio alla nazione l'importante città di Minsk era già caduta in mani tedesche e le sue forze armate avevano già sofferto la perdita di 2 585 carri armati, 1 449 cannoni e tra le 12 e le 15 divisioni; solo pochi giorni dopo, il 9 luglio, tutte le sacche di resistenza non ancora liquidate dai tedeschi si sarebbero arrese, portando a 40 la somma delle divisioni distrutte e a 300000 il numero dei soldati caduti prigionieri, mentre il giorno 11 le avanguardie della Wehrmacht si trovavano già a 16 km da Kiev e, dopo un mese, 200 dei 340 depositi di rifornimento dell'Armata Rossa erano caduti in mano tedesca.

### Il fronte nord

#### Operazione Volpe d'argento
Il 29 giugno il corpo d'armata "Norvegia", al comando del generale Eduard Dietl, appoggiato da forze finlandesi, diede inizio all'operazione Volpe argentata ossia il piano di conquista della città di Murmansk sul mare di Barents. La città non aveva una particolare importanza strategica ma il suo porto era, e sarebbe stato per tutta la durata della guerra, una delle fondamentali fonti di approvvigionamento per l'Unione Sovietica: esso infatti era l'unico porto dotato di strutture adeguate allo sbarco di grandi quantità di materiali a essere libero dai ghiacci durante l'inverno grazie alla corrente del Golfo, e inoltre la sua ferrovia Kirov collegava la città con Leningrado e Mosca.

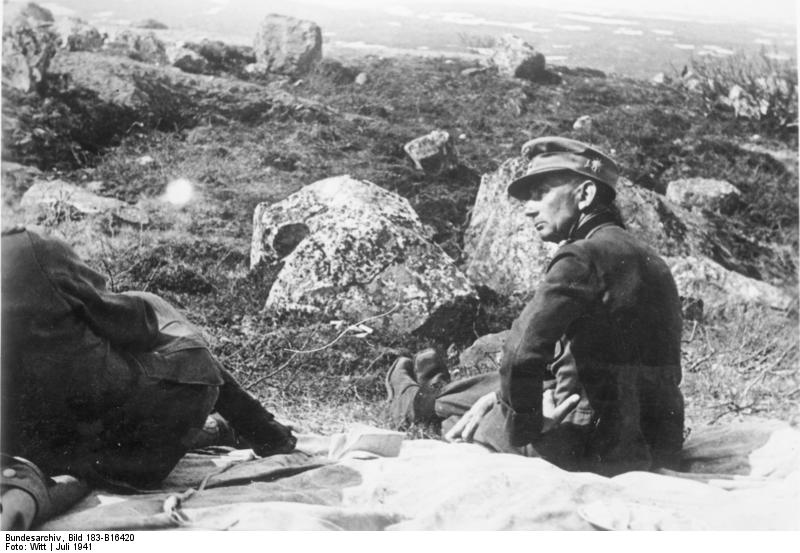
Il generale Eduard Dietl, comandante del corpo d'armata "Norvegia", osserva la tundra artica

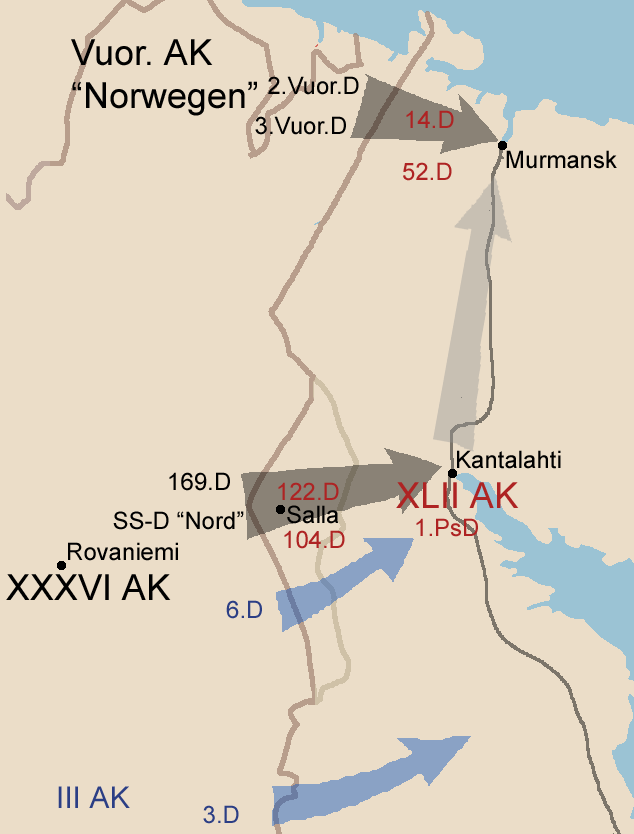
Le direttrici d'attacco dell'operazione Volpe d'argento

La mobilitazione delle truppe di stanza in Norvegia inizialmente doveva servire per difendere la regione di Petsamo, con i suoi giacimenti di nichel, e quella mineraria di Narvik da possibili attacchi sovietici ma, immediatamente dopo l'inizio delle ostilità, fu chiara l'importanza fondamentale che Stalin riponeva in Murmansk.
L'operazione presentava diverse difficoltà: la tundra artica, un territorio totalmente privo di vegetazione, di popolazione e di strade, solcato da acquitrini, laghi e torrenti non permetteva rapide avanzate e anche il fattore logistico, legato ai rifornimenti alle truppe, presentava problematiche di difficile soluzione; in sostanza si trattava di percorrere circa 100 chilometri di territorio desertico e impervio e il generale Dietl obiettò che in quel momento sarebbe stato più utile interrompere la ferrovia, lunga circa 1400 chilometri, in qualche punto più a sud ma Hitler ordinò ugualmente che l'attacco fosse portato contro la città.
Le forze sovietiche a presidio della frontiera erano esigue, anche se i reparti siberiani e mongoli presenti non si arresero e combatterono fino all'ultimo uomo; il giorno dopo l'inizio dell'offensiva fu scoperta dai tedeschi la strada che collegava Sapadnaja Liza a Murmansk: essa era fortemente presidiata ,e i soldati si trovarono sotto il tiro dell'artiglieria sovietica. L'attacco, a causa della difficoltà nel fare affluire riserve e rifornimenti, oltre alla totale mancanza dell'aviazione e alla lentezza nel trasporto dei feriti, si arrestò, costringendo Dietl a mettersi sulla difensiva il 17 luglio, dopo aver percorso 55 chilometri.
Nei mesi successivi, tra l'8 e il 19 settembre, i tedeschi tentarono un secondo e un terzo attacco ma, dopo un certo successo iniziale, furono nuovamente costretti a ripiegare sulla sponda occidentale del fiume Liza; il 23 settembre cadde la prima neve, l'8 ottobre fu tentato l'ultimo infruttuoso attacco. Il 7 novembre, con i tedeschi bloccati dal gelo, i sovietici sferrarono un primo contrattacco, ma il debole fronte tedesco riuscì a reggere; un secondo attacco, con forze decisamente superiori, avvenne il 21 dicembre, ma il terreno si rivelò ancora una volta favorevole a chi difendeva e non ci fu lo sfondamento auspicato da Stalin; identica sorte subì un terzo attacco, iniziato nell'aprile del 1942 e conclusosi senza successo il 10 maggio; il fronte all'estremo nord era fermo e lo sarebbe rimasto fino alla resa della Finlandia, il 19 settembre 1944, quando le truppe tedesche ripiegarono in Norvegia. La mancata conquista del porto di Murmansk influì sull'esito dell'intera operazione Barbarossa in quanto, nei successivi tre anni, vi affluirono incessantemente navi Alleate cariche di rifornimenti che aiutarono in modo rilevante lo sforzo bellico sovietico e contribuirono alla vittoria finale.

#### La corsa verso Leningrado

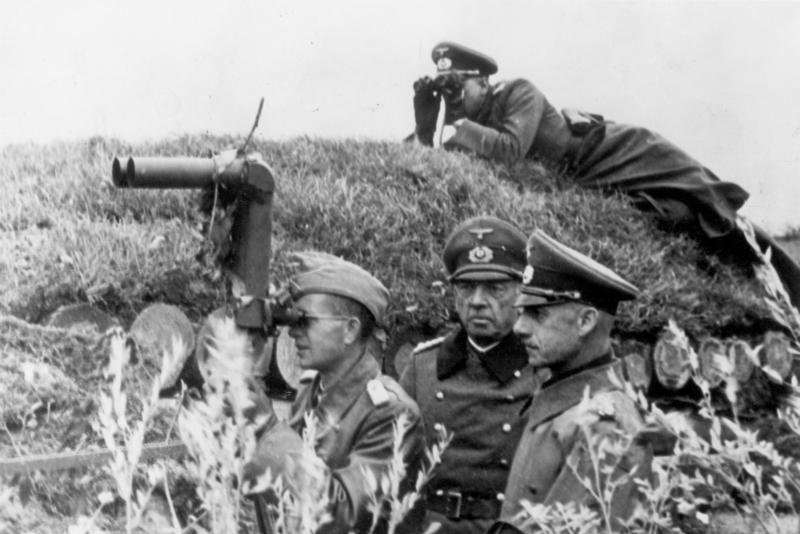
11 ottobre 1941: il comandante dello Heeresgruppe Nord, Wilhelm Ritter von Leeb (a destra di lato), e il generale Georg von Küchler (al centro), comandante della 18ª armata, fotografati in un posto di osservazione avanzato

Il 22 giugno la 18ª armata, al comando del generale Georg von Küchler, protetta sul fianco destro dal IV gruppo corazzato, comandato dal generale Erich Hoepner ed equipaggiato con 570 carri armati, entrò in Lituania avanzando velocemente e, dopo avere oltrepassato il confine con la Lettonia, si diresse verso Riga; contemporaneamente a sud il IV gruppo corazzato varcò il confine con l'Estonia ma qui la resistenza sovietica si dimostrò più efficace: il III corpo meccanizzato, dotato di oltre 600 mezzi corazzati, tra cui i carri pesanti KV-1 e i semoventi KV-2, contrattaccò nella zona tra Skaudvilė e Raseiniai e per tre giorni il XLI corpo d'armata motorizzato, comandato dal generale Georg-Hans Reinhardt, dovette contenerne l'avanzata; l'intervento della 1ª e della 6ª divisione corazzata, comandate dai generali Friedrich Kirchner e Franz Landgraf, supportate dalla Luftwaffe, consentì ai tedeschi di respingere il contrattacco e di infliggere gravi perdite al nemico.
Nello stesso momento il LVI corpo d'armata motorizzato, comandato del generale Erich von Manstein, e l'8ª divisione corazzata, comandata dal generale Erich Brandenberger, oltrepassando il fiume Daugava, riuscirono a intrappolare le truppe sovietiche, conquistando l'8 luglio la città di Pskov, sfondando il quel punto la linea Stalin; la rapidità dell'avanzata impedì la fuga delle truppe sovietiche di stanza in Curlandia che vennero circondate e distrutte.
Il dilagare dell'esercito tedesco portò anche in Unione Sovietica le persecuzioni contro la popolazione ebraica già iniziate in Polonia; la divisione di fanteria SS "Totenkopf", comandata dal gruppenführer Theodor Eicke, che seguiva il IV gruppo corazzato si rese responsabile dei primi massacri: immediatamente dopo l'occupazione della Lituania le SS, con l'aiuto di una milizia locale formata per lo più da forzati fatti uscire dalle prigioni, linciarono centinaia di ebrei per le strade suscitando lo sgomento, e in rari casi anche le proteste, degli ufficiali presenti.

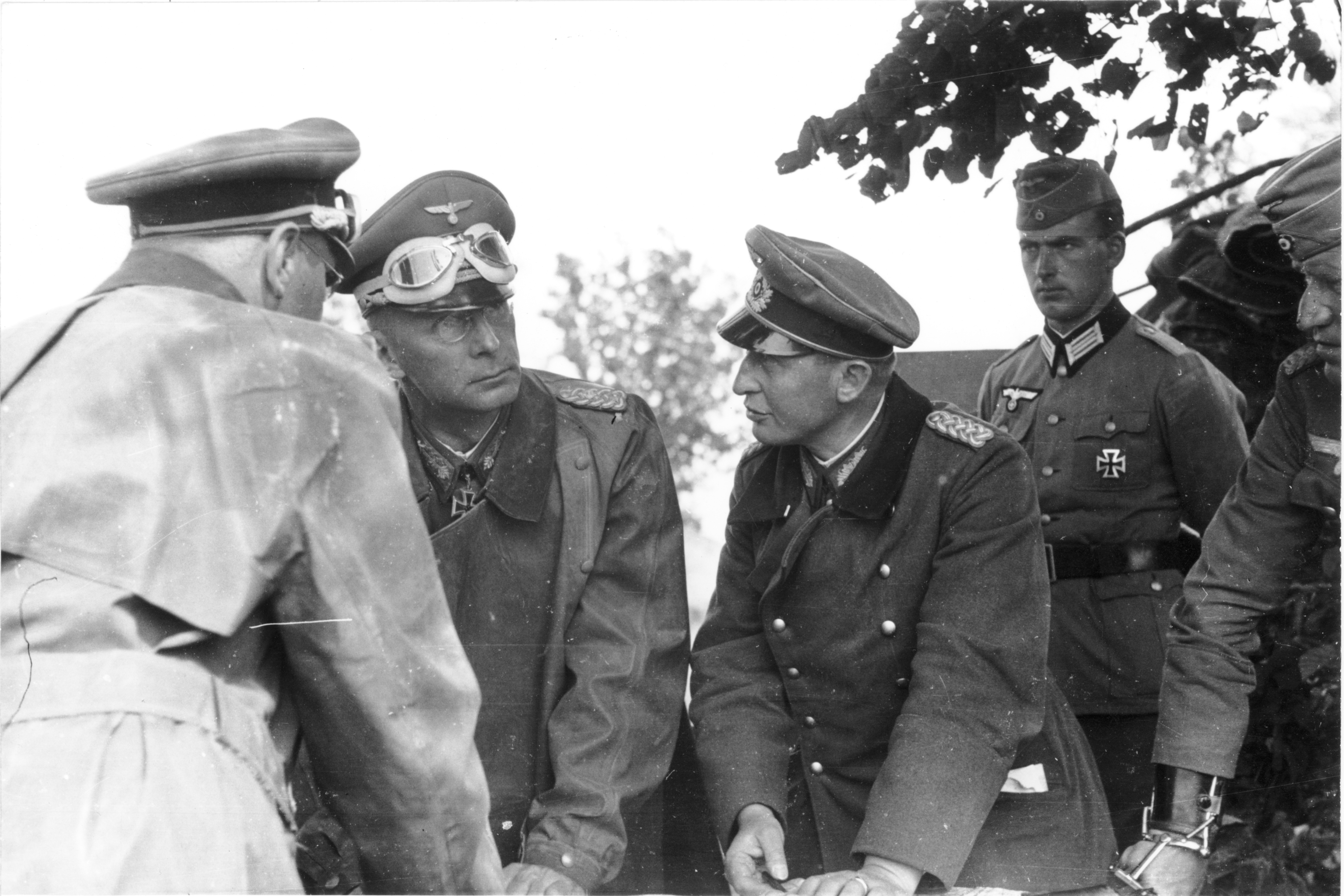
Il generale Georg-Hans Reinhardt (al centro con gli occhiali), comandante del XLI Panzerkorps, a colloquio con il generale Walter Krüger, comandante della 1. Panzer-Division

Il 10 luglio il IV gruppo corazzato attaccò: il LVI corpo d'armata doveva puntare verso Novgorod, interrompendo la linea di collegamento Leningrado-Mosca, protetto sul fianco dal XLI corpo d'armata motorizzato; l'avanzata fu rallentata dal terreno paludoso e da una strenua resistenza ma il generale Hoepner, aggirando le fortificazioni di fronte alla città di Luga, riuscì il 14 luglio a conquistare Porechje, catturando intatti, nonostante un precipitoso tentativo di contrattacco con forze racimolate in tutta fretta, i due ponti sul fiume Luga, consolidandovi solide teste di ponte e aprendo di fatto la strada per Leningrado distante ormai solo 115 chilometri. La situazione si presentava molto favorevole per il XLI corpo, ma l'OKH gli impose di fermarsi e di attestarsi sulle teste di ponte sul Luga; tale ordine era giustificato dalla scelta di Hitler di attaccare Leningrado da sud-est con una manovra di aggiramento, giudicando le truppe del generale Reinhardt troppo deboli per un attacco frontale, e quindi era necessario attendere l'avanzata da sud della 16ª armata. Il comandante dell'Heeresgruppe Nord, il feldmaresciallo Wilhelm Ritter von Leeb, non si oppose a questo ordine e, nonostante le reiterate proteste di Reinhardt, per tre settimane le truppe tedesche non poterono riprendere l'offensiva, permettendo ai sovietici di riorganizzare le difese e di contrattaccare.
L'attacco fu ripreso l'8 agosto, dopo che il giorno 6 le truppe tedesche si erano saldamente attestate sul Golfo di Finlandia, ma la resistenza sovietica fu molto intensa e solo il 14 agosto i tedeschi riuscirono a superare i 45 chilometri di foresta che si frapponevano al terreno aperto di fronte a Leningrado ma ancora una volta, dopo che il giorno 15 von Leeb in persona si era recato presso il comando tattico del generale Hoepner per autorizzare l'avanzata verso la città, arrivò l'ordine di fermarsi; era accaduto che la 16ª armata era in difficoltà e si ritenne necessario staccare due divisioni dal IV gruppo corazzato e, dopo lo spostamento verso nord anche della 18ª armata, l'avanzata riprese e il 17 agosto fu conquistata Novgorod, grazie anche alla fortunata scoperta delle mappe in cui era segnato tutto il dispositivo difensivo sovietico di fronte alla città; nei giorni successivi furono eliminate le sacche di resistenza, si ripararono le strade e le ferrovie in direzione di Leningrado e il giorno 9 fu finalmente dato il via all'attacco.

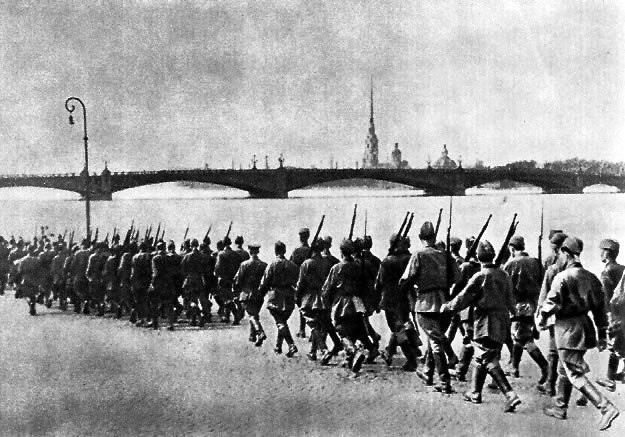
Soldati sovietici mobilitati per la difesa di Leningrado

Il comando della piazzaforte di Leningrado fu affidato al generale Sachvarov che immediatamente mobilitò la popolazione: utilizzando i 300000 operai delle grandi fabbriche come soldati riuscì a formare una ventina di divisioni della cosiddetta "milizia rossa", tutti gli abitanti, compresi i bambini, vennero impiegati per costruire fortificazioni e scavare trincee anticarro realizzando due cinte difensive, una interna a 25 chilometri dal centro della città e l'altra esterna a 40 chilometri. Quest'ultima fu attaccata dalla fanteria tedesca il 10 settembre e superata il giorno dopo a prezzo di durissimi combattimenti, furono collocati ponti mobili per permettere l'attraversamento ai mezzi corazzati e il 15 settembre fu conquistato il sobborgo di Urizk mentre il 20 la 1ª divisione di fanteria raggiunse la costa del mar Baltico presso Strelna.

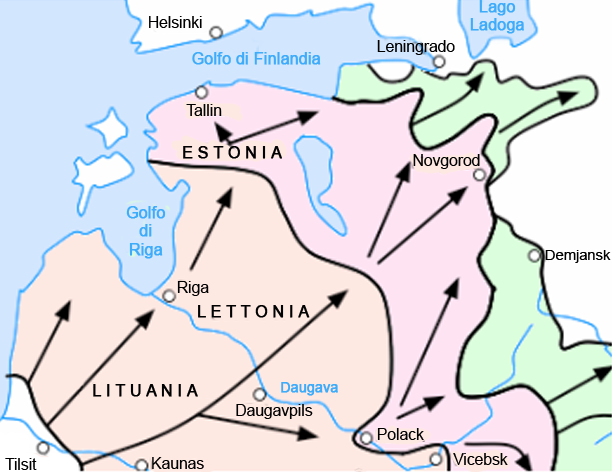
Movimenti dello Heeresgruppe Nord nell'avanzata verso Leningrado

Le forze tedesche si trovavano ormai a 10 chilometri dal centro di Leningrado e, dopo la conquista avvenuta l'8 settembre di Šlissel'burg, l'ultimo ostacolo naturale era rappresentato dal fiume Isciora dove sorgeva l'ultima barriera difensiva costruita dai sovietici ma anche questa, grazie al massiccio intervento dell'aviazione, fu superata e il 29 settembre cadde l'importante sobborgo industriale di Kolpino. Leningrado era ormai isolata e rimaneva in mano sovietica solo una sottile striscia di territorio collegata alla sponda occidentale del lago Ladoga dal quale si lanciarono gli ultimi disperati attacchi ma, mentre si prevedeva una veloce conquista di Leningrado, Hitler diede ordine di interrompere l'attacco disponendo che la città doveva essere costretta alla capitolazione per fame e quindi assediata dalla sola fanteria.
Questa decisione ebbe gravi conseguenze sul prosieguo della guerra in quanto impedì il disarmo di circa 40 divisioni sovietiche e l'eliminazione della produzione bellica che continuò indisturbata per il resto del conflitto, costrinse la 18ª armata a rimanere bloccata a guardia della città fino al 1944 e soprattutto si perse l'occasione di fare di Leningrado un grande centro di rifornimento per le truppe tedesche con la possibilità di trasporto dei materiali via mare rispetto a quello via terra dove l'attività partigiana cominciava a organizzarsi e a intensificarsi e infine venne a mancare una base utile ai fini della conquista del porto di Murmansk.

### Il fronte centrale

#### Obiettivo Smolensk

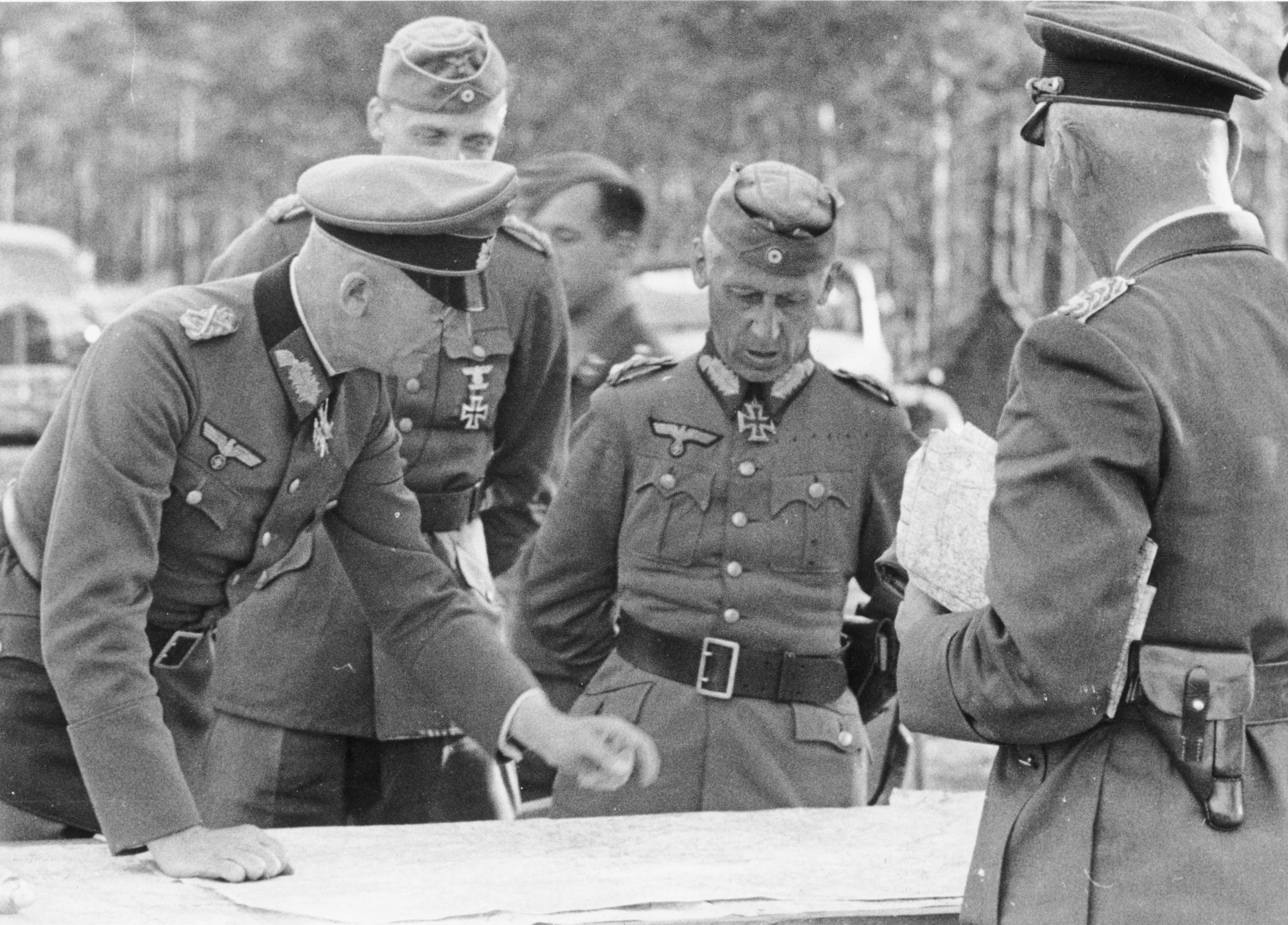
Il feldmaresciallo Fedor von Bock, comandante dell'Heeresgruppe Mitte (primo a sinistra) a colloquio con il generale Hermann Hoth, comandante del III gruppo corazzato e il generale Wolfram von Richthofen (di spalle)

L'avanzata verso Mosca, per opera dell'Heeresgruppe Mitte, al comando del feldmaresciallo Fedor von Bock, doveva avvenire in direzione di Smolensk sulla direttrice che puntava verso la capitale passando attraverso la città di Vjaz'ma. Una volta conquistata Smolensk si sarebbe deciso se e con quali forze attaccare Mosca. A nord dello schieramento operavano il III gruppo corazzato, al comando del generale Hermann Hoth (con 840 carri armati) e la 9ª armata di fanteria, comandata dal generale Adolf Strauß mentre a sud, a una distanza di circa 200 chilometri, l'offensiva era affidata alla 4ª armata di fanteria, al comando del feldmaresciallo Günther von Kluge, e il panzergruppe 2, comandato dal generale Heinz Guderian (dotato di 930 mezzi corazzati). La distanza tra le due forze di attacco fu prevista per realizzare una serie progressiva di accerchiamenti ossia per consentire ai due gruppi corazzati di farsi strada velocemente attraverso la Bielorussia, lasciando alle due armate di fanteria il compito di eliminare le forze sovietiche lasciate alle spalle.

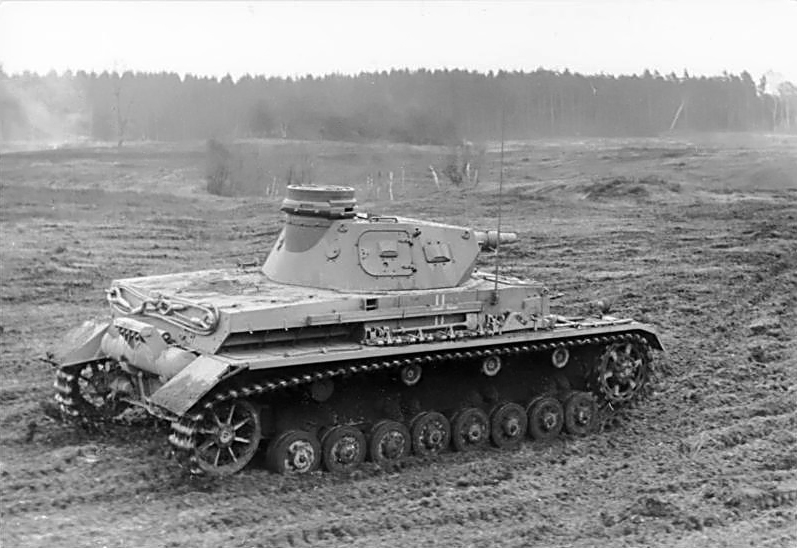
Il carro medio tedesco Panzer IV D, nella foto la versione armata con cannone corto da 75 mm, era il mezzo corazzato più potente in dotazione alla Wehrmacht nel giugno del 1941 ma nei primi scontri con i carri medi sovietici si dimostrò notevolmente inferiore, sia come corazzatura sia come forza di penetrazione dei proietti

L'attacco nel settore centrale del fronte iniziò con l'attraversamento dei fiumi Bug e Niemen, dove le divisioni corazzate del generale Hoth superarono la resistenza della 5ª divisione corazzata sovietica schierata a difesa dei ponti di Alytus; la cittadella fortificata di Brest-Litovsk venne subito accerchiata ma fu conquistata definitivamente, a causa della forte resistenza sovietica, solo il 30 giugno dalla 45ª divisione di fanteria, comandata dal generale Fritz Schlieper. I primi giorni della campagna fornirono ai tedeschi dati imprevisti sulla composizione delle forze corazzate sovietiche e del loro armamento, molto più numerose e potenti del previsto, e le Panzer-Divisionen dell'Heeresgruppe Mitte, le più numerose e meglio equipaggiate dell'intero schieramento, pur avanzando rapidamente e in profondità, subirono spesso inattesi, anche se disordinati, contrattacchi delle riserve meccanizzate sovietiche.

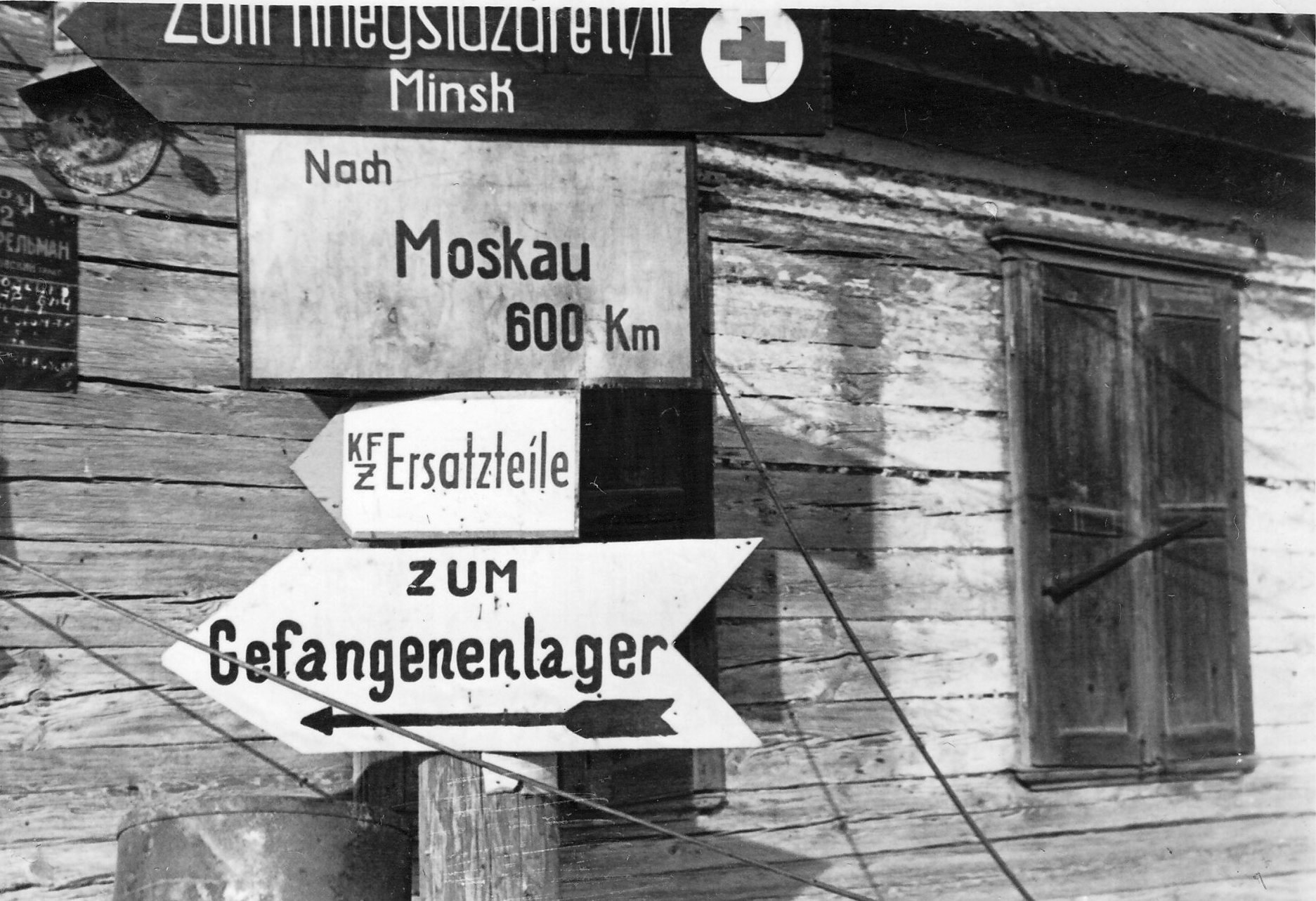
Minsk, cartello distanziometrico, indicante la distanza dalla capitale, in lingua tedesca (e la direzione del campo di prigionia, Gefangenenlager)

Il comando sovietico del "fronte occidentale", affidato al generale Dmitrij Pavlov, venne colto completamente di sorpresa dall'attacco tedesco e perse rapidamente i collegamenti e le comunicazioni con i reparti e le armate di prima linea ma egli tentò ugualmente di contrattaccare, obbedendo alla direttiva n. 3, emessa dallo Stavka la sera del 22 giugno, che imponeva di passare alla controffensiva in tutti i settori. Il generale Boldin cercò di raggruppare le forze corazzate di riserva, il VI corpo meccanizzato, dotato di oltre 1000 carri, tra cui 238 T-34 e 114 KV, e l'XI corpo meccanizzato, per attaccare sul fianco il III gruppo corazzato tedesco nella regione di Grodno, ma il tentativo fallì e le forze corazzate tedesche poterono proseguire verso Minsk, mentre i due corpi meccanizzati si disgregarono, venendo bersagliati dalla Luftwaffe, subendo gravi perdite e finendo per rimanere accerchiati a loro volta. Il generale Chaskilevič, comandante del VI corpo meccanizzato, venne ucciso, mentre lo stesso Pavlov, accusato della sorpresa e della disfatta venne destituito e in seguito processato e fucilato. Anche un secondo tentativo di contrattacco più a sud contro il Panzergruppe 2, da parte del XIII e del XIV corpo meccanizzato, equipaggiati principalmente di carri armati leggeri, venne facilmente respinto a Slonim e a Pruzanij dai panzer del XXXXVII corpo motorizzato (17. e 18. Panzer-Division).

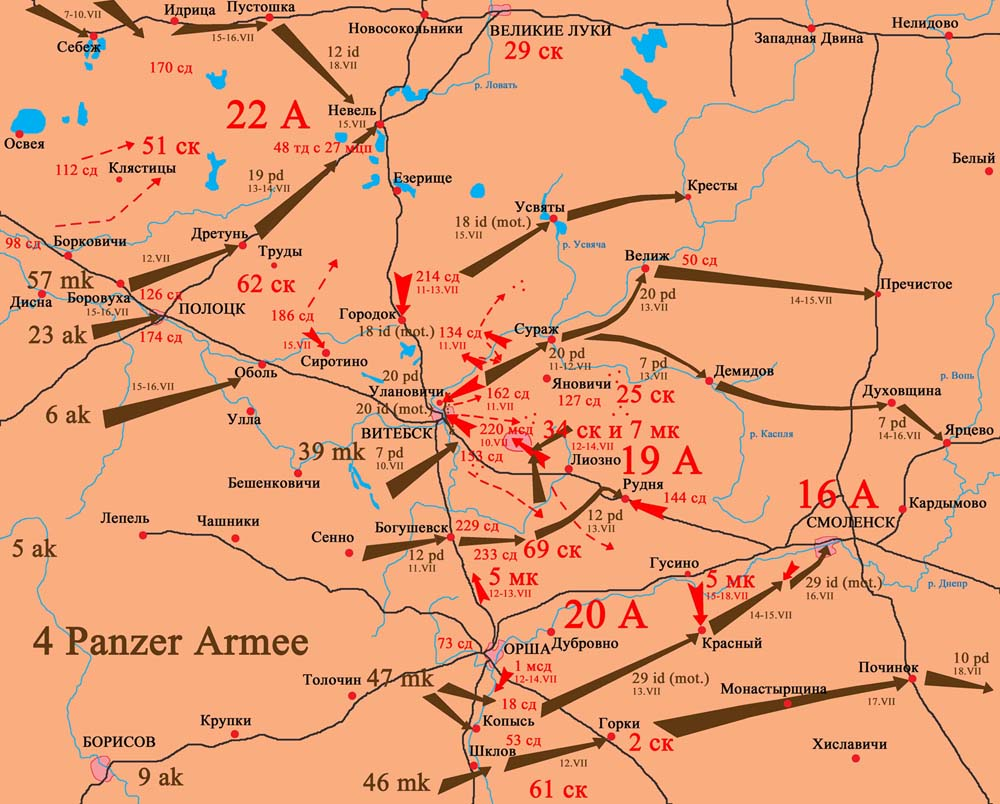
La sacca di Smolensk (10 - 18 luglio 1941)

Sulla strada per Smolensk l'Heeresgruppe Mitte aveva innanzi a sé grandi ostacoli naturali: le grandi paludi del Pripjat', la foresta di Białowieża e i fiumi Beresina e Dnepr, ma nonostante queste difficoltà i due gruppi corazzati avanzarono velocemente, superando il 30 giugno la grande foresta; la 29ª divisione, comandata dal generale Walter von Boltenstern, e il reggimento Großdeutschland, comandato dall'obersturmführer Wilhelm-Hunert von Stockhausen, chiusero la seconda sacca tra Białystok e Minsk, conquistata il giorno 28 dalla 20ª divisione corazzata, comandata dal generale Horst Stumpff, fermandosi ad attendere le divisioni di fanteria della 4ª e della 9ª armata che, a causa della scarsa praticabilità delle strade, procedevano più lentamente, per poi proseguire l'avanzata. Il 30 giugno la 18ª divisione corazzata, comandata dal generale Walter Nehring, avanzò a sud di Minsk per prendere la città di Borisov e stabilire una testa di ponte al di là del fiume; le forze sovietiche, agli ordini del generale Erëmenko, tentarono una resistenza ma il 1º luglio due battaglioni del 52º reggimento fanteria attaccarono le postazioni a difesa del ponte impedendone la distruzione mentre a sud la 3ª divisione corazzata, comandata dal generale Walter Model, e la 4ª divisione corazzata, comandata dal generale Willibald Freiherr von Langermann und Erlencamp, avevano a loro volta varcato il fiume puntando a nord in direzione di Mogilëv sul fiume Dnepr.
Il 10 luglio fu lanciato l'attacco verso Smolensk: la 20ª divisione corazzata dopo Minsk conquistò anche Vitebsk, procedendo senza fermarsi verso est per prendere la città alle spalle, mentre a sud l'11 luglio la 3ª e la 4ª divisione corazzata attraversarono il fiume in tre punti senza incontrare forti resistenze e, mentre la 1ª divisione di cavalleria, comandata dal generale Kurt Feldt, proteggeva il fianco sud dal contrattacco sovietico, Guderian puntò verso Smolensk. Il 15 luglio il III gruppo corazzato, con alla testa la 7ª divisione corazzata, comandata dal generale Hans von Funck, superò Smolensk tagliando la linea ferroviaria e la strada che portavano a Mosca; in questo modo la città fu isolata e si formò una sacca in cui vennero a trovarsi 15 divisioni sovietiche; la città, che doveva essere uno dei capisaldi della "linea di estrema difesa" cadde dopo un solo giorno grazie all'attacco del 71º reggimento della Turingia, comandato dal colonnello Thomas, che si fece strada casa per casa aggirando le fortificazioni della città mentre il 26 luglio, a sud di Smolensk, fu eliminata a Mogilëv l'ultima resistenza sul Dnepr per opera della 23ª divisione di fanteria, comandata dal generale Heinz Hellmich. L'obiettivo dell'Heeresgruppe Mitte era stato raggiunto dopo meno di quattro settimane e la strada verso Mosca era aperta.

### Il fronte sud

#### L'invasione dell'Ucraina

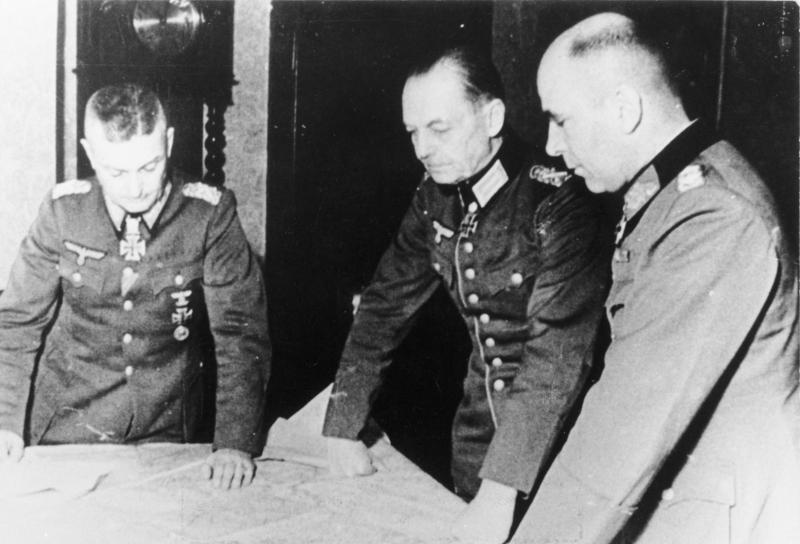
Il feldmaresciallo Gerd von Rundstedt (al centro), comandante del Heeresgruppe Süd, tra i generali Walter Model e Hans Krebs

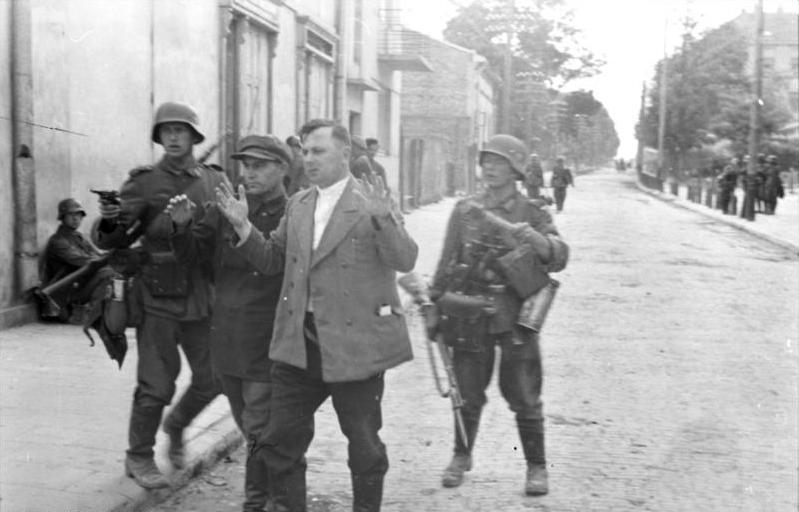
Soldati tedeschi catturano due commissari politici sovietici nei primi giorni dell'invasione

L'Heeresgruppe Süd, comandato dal feldmaresciallo Gerd von Rundstedt, aveva il compito di invadere l'Ucraina e la Crimea spingendosi fino ad Astrachan', al fine di assicurare alla Germania le risorse agricole ucraine, quelle minerarie e industriali del bacino carbonifero del Donec e di quelle petrolifere del mar Caspio. A nord dello schieramento, sul lato meridionale delle paludi del Pripjat', operava la 6ª armata, comandata dal feldmaresciallo Walter von Reichenau, sul suo lato destro il I gruppo corazzato, comandato dal generale Paul Ludwig Ewald von Kleist, e, a nord dei Carpazi, la 17ª armata, comandata dal generale Carl-Heinrich von Stülpnagel, mentre, provenienti dalla Romania e distanti tra loro circa 400 chilometri, operavano l'11ª armata, comandata dal generale Eugen von Schobert e la 3ª e 4ª armata rumene, comandate dai generali Dimitrescu e Ciuperca; le due colonne del gruppo di armate avrebbero dovuto riunirsi presso la grande ansa del fiume Dnepr a sud di Kiev.
L'avanzata a sud fu meno rapida rispetto al centro e a nord per diverse ragioni: l'insufficienza di strade praticabili per i mezzi motorizzati, la grande distanza tra le due ali dello schieramento, la presenza di un unico gruppo corazzato che non consentiva rapide manovre di aggiramento e la forte presenza di truppe sovietiche in quel settore.

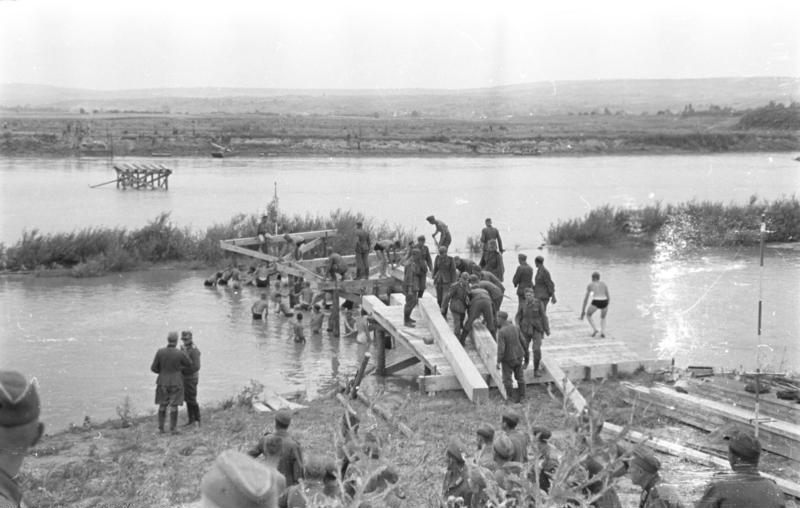
Genieri tedeschi approntano un ponte di legno sul fiume Prut

Il 23 giugno il I gruppo corazzato aveva percorso circa 80 chilometri quando venne per la prima volta contrattaccato sul fianco destro dal XV corpo meccanizzato sovietico; nel settore meridionale il generale Michail Kirponos, comandante del "fronte sud-occidentale" disponeva di grandi riserve corazzate: 8 corpi meccanizzati con oltre 3 800 carri armati, tra cui quasi 500 T-34 e oltre 150 KV-1 e KV-2, i quali, pur disorganizzati e non concentrati, erano enormemente superiori rispetto agli 880 mezzi corazzati tedeschi, tra cui però 447 Panzer III ultimo modello. Nei giorni seguenti il III e il XXXXVIII corpo motorizzato, che avanzavano verso Luc'k e Žytomyr, vennero attaccati ripetutamente da nord, dov'erano concentrati il IX e il XIX corpo meccanizzato sovietico, e soprattutto da sud dove contrattaccarono l'VIII e il XV corpo meccanizzato, rafforzati con parte del IV corpo meccanizzato, e, fino al 30 giugno, i due schieramenti furono impegnati nelle battaglie di carri di Brody, Luc'k e Dubno: la 11., la 13. e la 16. Panzer-Division furono messe in difficoltà e rischiarono di essere isolate e tagliate fuori dalle puntate dei carri sovietici, ma, essendo più esperte, meglio addestrate e sostenute potentemente dalla Luftwaffe, respinsero tutti gli attacchi, finendo per decimare le forze sovietiche le quali, dopo il 30 giugno, dovettero sospendere i loro tentativi di passare alla controffensiva, ripiegando per raggrupparsi a circa 240 chilometri più a est lungo la linea Stalin, mentre il 1º luglio la colonna meridionale dello schieramento tedesco varcò i confini rumeni stabilendo forti teste di ponte oltre il fiume Prut.

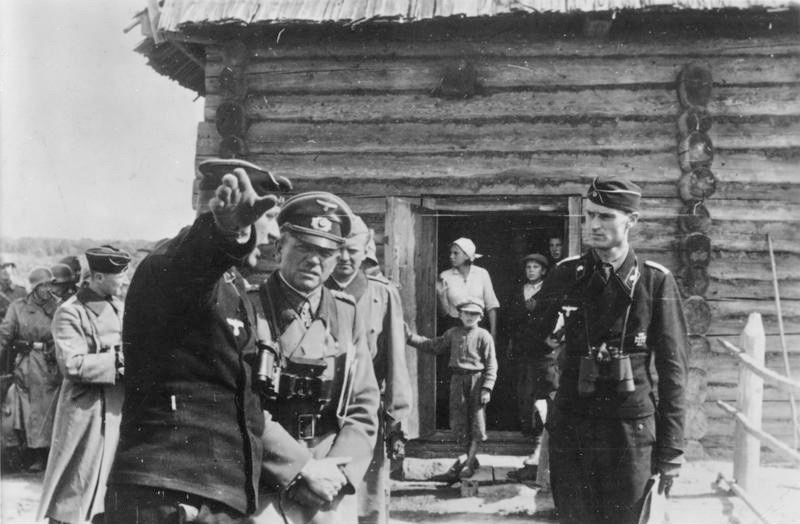
Agosto 1941, il generale Heinz Guderian, comandante del panzergruppe 2, a colloquio con alcuni ufficiali carristi

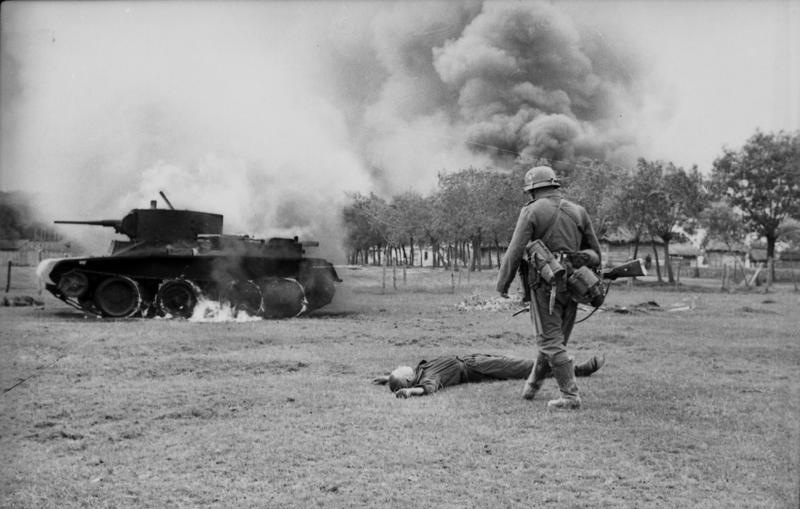
Fante tedesco accanto a un carro sovietico BT-7 distrutto nei pressi di Uman'

Il 7 luglio il I gruppo corazzato riuscì a sfondare la linea Stalin in due punti: l'11ª divisione corazzata, comandata dal generale Ludwig Crüwell, conquistò la città di Berdyčiv e la 16ª divisione corazzata, comandata dal generale Hans-Valentin Hube, prese la città di Liubar senza però riuscire a intrappolare le truppe sovietiche. Il 10 luglio il maresciallo Semën Michajlovič Budënnyj per tentare di alleggerire la pressione sulla linea Stalin dette ordine alla 5ª armata di fanteria, comandata dal generale Potatov, di attaccare dalle paludi del Pripjat' la 6ª armata costringendola a combattimenti difensivi ma il fianco nord dello schieramento tedesco riuscì a reggere. La lentezza dell'avanzata indispose Hitler che propose di "spezzare" il I gruppo corazzato in tre gruppi da combattimento separati al fine di creare piccole sacche di accerchiamento ma von Rundstedt si oppose per non dividere le uniche forze corazzate a sua disposizione e in questo modo avanzò a formazioni unite a sud di Kiev lungo la sponda occidentale del Dnepr, ponendo le basi sia per un piccolo accerchiamento intorno a Vinnycja sia per uno di maggiori dimensioni intorno a Uman'.
Il 16 luglio le avanguardie corazzate di von Kleist raggiunsero Belaja Cerkov' a nord di Uman' e, grazie alle ristabilite condizioni atmosferiche, riuscirono velocemente a congiungersi il 1º agosto a Novo Arcangelo con i primi reparti dell'11ª armata a est della città dove in quel momento si trovavano tre armate sovietiche; temendo l'accerchiamento i difensori tentarono di rompere l'anello che si andava formando ma il sopraggiungere delle divisioni di fanteria della 17ª armata impedì lo sganciamento del grosso delle truppe. La battaglia nella sacca di Uman si concluse il 6 agosto e le tre armate sovietiche furono distrutte (la 6ª e la 12ª si arresero mentre la 18ª fu praticamente annientata e furono fatti 103000 prigionieri); il successo appena ottenuto spinse Hitler a valutare l'ipotesi di conseguirne uno ancora maggiore a Kiev, dove nel frattempo stavano confluendo ingenti rinforzi da parte sovietica, realizzando una colossale tenaglia dove sarebbero rimaste imprigionate tutte le forze del fronte sud sovietico che contava circa un milione di uomini.

#### La grande sacca di Kiev

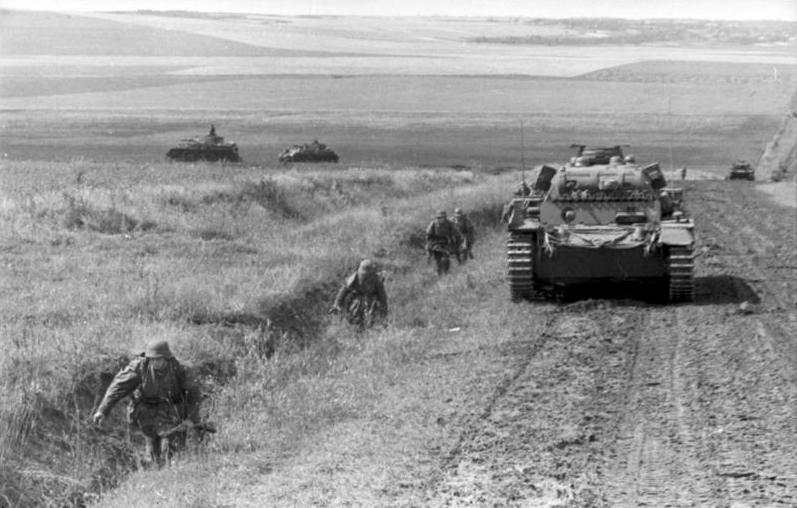
Fanti e carri armati tedeschi avanzano attraverso i campi di grano dell'Ucraina

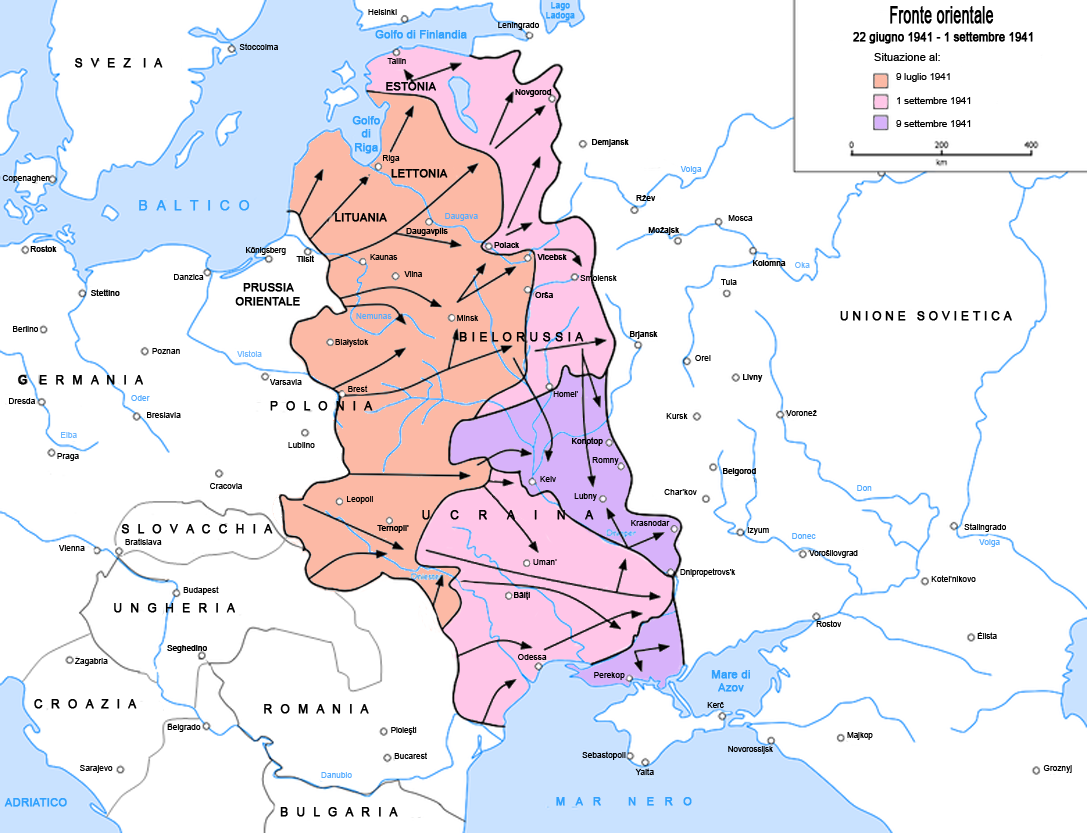
La sacca di Kiev (25 agosto - 26 settembre 1941)

Per realizzare il nuovo piano voluto da Hitler era necessario distaccare consistenti forze dall'Heeresgruppe Mitte che, dopo la caduta di Smolensk, sembrava sul punto di sferrare l'attacco verso la capitale; lo stato maggiore dell'esercito era contrario alla diversione verso sud e il 18 agosto il generale Halder e il feldmaresciallo von Brauchitsch scrissero a Hitler pregandolo di riprendere la marcia verso Mosca ma il giorno 21 egli rispose che aveva già ordinato all'Heeresgruppe Mitte di trasferire le forze necessarie per la conquista totale dell'Ucraina. Halder insistette e il 23 agosto si recò al quartier generale dell'Heeresgruppe Mitte per persuadere il generale Guderian a incontrare il Führer in modo da convincerlo a non sospendere l'attacco ma egli si dimostrò irremovibile e il 25 agosto il panzergruppe 2 e la sopraggiunta 2ª armata, comandata dal generale Maximilian von Weichs, cominciarono a dirigersi verso sud.
Il piano prevedeva che l'11ª armata, insieme alle due armate rumene, si sarebbe diretta a sud est in direzione della Crimea mentre tutte le altre colonne dello schieramento sarebbero state utilizzate per l'accerchiamento: la 6ª armata doveva avanzare verso Kiev da occidente e il I gruppo corazzato e la 17ª armata, che a quella data si trovavano già a sud est della città, avrebbero marciato verso nord; il secondo braccio della tenaglia sarebbe stato formato dalla 2ª armata e dal panzergruppe 2 provenienti da nord. Quest'ultimo, il 26 agosto, raggiunse il fiume Desna, riuscendo a catturarne intatto il ponte permettendo la creazione di una testa di ponte ma, nonostante gli sforzi della 10ª divisione di fanteria motorizzata, comandata dal generale Friedrich-Wilhelm von Loeper, non fu possibile allargarla per oltre una settimana a causa della forte resistenza sovietica. Il 3 settembre i tedeschi ebbero un colpo di fortuna: una mappa rinvenuta all'interno di un aereo abbattuto permise di conoscere il punto debole dello schieramento sovietico, ossia il punto di sutura tra la 13ª e la 21ª armata; immediatamente fu dato ordine alla 3ª divisione corazzata di attaccare in quel punto, riuscendo a uscire dalla testa di ponte e a superare il fiume Sejm il 7 settembre, seguita il 9 dalla 4ª divisione corazzata.

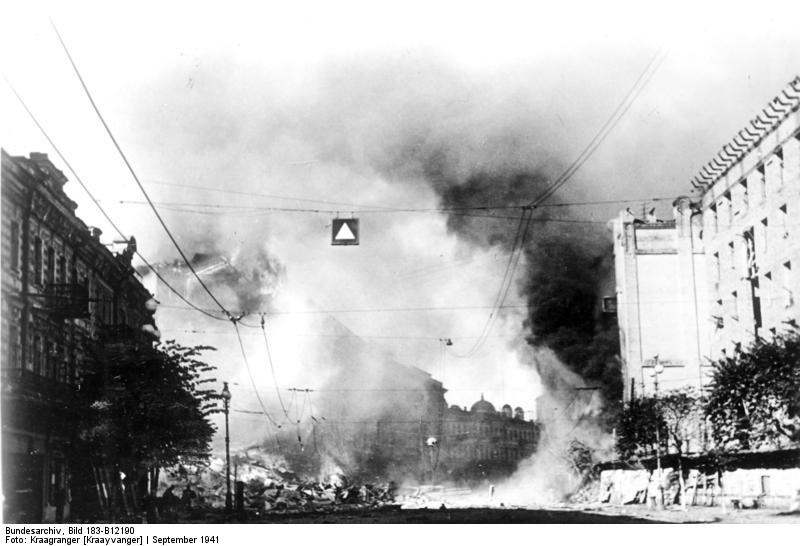
Combattimenti nelle strade di Kiev; la città cadde il 26 settembre 1941

Superati i due fiumi il 9 settembre il panzergruppe 2 si fece strada attraverso Konotopo e il 10 occupò il villaggio di Romny, dirigendosi verso Lokovitsa per unirsi con il I gruppo corazzato alle spalle dello schieramento sovietico; lo stesso giorno a sud il XLVIII corpo d'armata motorizzato raggiunse la sponda occidentale del Dnepr presso Kremenchuk e la 16ª divisione corazzata iniziò l'attraversamento del fiume. Il giorno dopo il generale Hube sfondò la resistenza sovietica avanzando verso nord per oltre 70 chilometri e il 14 fu occupata Lubny; in quel momento solo 50 chilometri separavano i due gruppi corazzati tedeschi e i sovietici, contravvenendo agli ordini di Stalin, stavano cercando di fare evacuare dalla sacca quante più truppe possibile ma tutti gli sforzi si rivelarono inutili, così come risultarono vani tutti i tentativi di attacco al fianco sinistro del panzergruppe 2 per tentare di spezzare l'accerchiamento, e il cerchio si chiuse definitivamente il 15 settembre. Il 19 settembre, dopo che il 18 era arrivata l'autorizzazione allo sganciamento da Mosca, la 6ª armata occupò Kiev; il maresciallo Budënnyj fu fatto evacuare e il suo posto fu affidato al generale Kirponos che cadde durante i combattimenti e dopo una settimana, il 26 settembre, la battaglia si concluse con la distruzione di cinque armate, la cattura di 665000 prigionieri, 884 carri armati e altri veicoli corazzati e più di 3700 pezzi di artiglieria: complessivamente nel mese che precedette la caduta di Kiev i sovietici persero, tra morti, feriti e dispersi, quasi un milione di uomini.

#### L'avanzata in Crimea

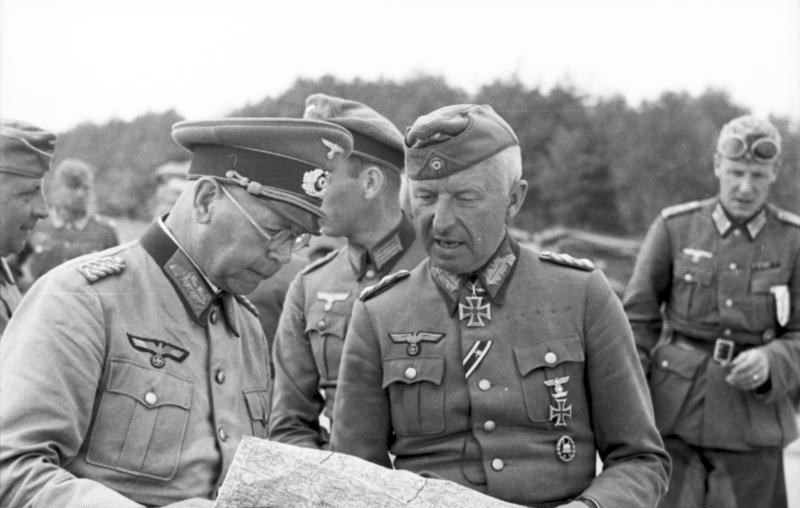
Il generale Erich von Manstein (a destra), comandante del LVI corpo d'armata motorizzato sul fronte nord, a colloquio con il generale Erich Brandenberger, comandante della 8. Panzer-Division, al quale fu affidato il comando dell'11ª armata per la conquista della Crimea

Il 12 settembre 1941 il generale Erich von Manstein sostituì al comando dell'11ª armata di fanteria il generale Eugen von Schobert, perito precipitando con il suo aereo da ricognizione, ricevendo l'incarico, insieme alla 3ª e alla 4ª armata rumena, della conquista della Crimea, con il compito di avanzare con alcune unità all'interno della penisola mentre il grosso delle truppe si sarebbe diretto verso Rostov. La conquista della Crimea presentava tuttavia due importanti problematiche: la prima era quella legata all'unica via di accesso, l'Istmo di Perekop, largo solo 7 chilometri, mentre la seconda era rappresentata dall'insufficiente numero di truppe per realizzare entrambi gli obiettivi, unita all'assenza di divisioni corazzate di cui l'11ª armata non disponeva.
L'attacco iniziò il 12 settembre: il XXX corpo d'armata, comandato dal generale Hans von Salmuth, e il LIV corpo d'armata, comandato dal generale Erik Hansen, avanzarono in direzione dell'istmo di Perekop; tali unità erano precedute dagli esploratori della divisione SS Leibstandarte, comandata dal gruppenführer Josef Dietrich; i reparti avanzarono attraverso la steppa dei Nogaj ma la resistenza sovietica fu molto intensa, aiutata dalle difese naturali che il territorio era in grado di offrire, tanto che il generale von Manstein fu indotto ad abbandonare l'idea di avanzare anche verso Rostov per concentrare le sue forze ai fini della conquista della sola Crimea.
Il nuovo piano consisteva nello sfondamento delle difese sull'Istmo di Perekop, successivamente le forze si sarebbero suddivise per dirigersi a sud ovest verso Sebastopoli e a est verso Kerč', mentre in riserva attendeva il corpo d'armata da montagna, comandato dal generale Josef Kübler, con lo scopo, una volta iniziato l'avanzamento nella penisola, di superare le alture dei monti Jaila e di dirigersi verso il Kuban' al fine di spianare la strada per la penetrazione nel Caucaso. Il fronte, difeso dalla 51ª armata sovietica, fu superato il 27 settembre ma non vi fu lo sfondamento auspicato dai tedeschi in quanto le truppe sovietiche contrattaccarono da est, facendo indietreggiare la 3ª armata rumena comandata dal generale Dimitrescu, che era a presidio del fianco sinistro dello schieramento tedesco. Il pericolo di uno sfondamento da parte della 9ª e della 18ª armata sovietiche fu evitato dall'arrivo del I gruppo corazzato, comandato dal generale Ewald von Kleist, al quale erano stati aggregati reparti del CSIR agli ordini del generale Giovanni Messe; il I gruppo corazzato, attaccando sul fianco destro le due armate sovietiche, chiuse in una sacca il grosso della 18ª armata e dopo cinque giorni i tedeschi ristabilirono il fronte facendo oltre 65000 prigionieri; il pericolo corso tuttavia indusse l'OKH ad affidare all'11ª armata il solo compito di conquistare la Crimea.

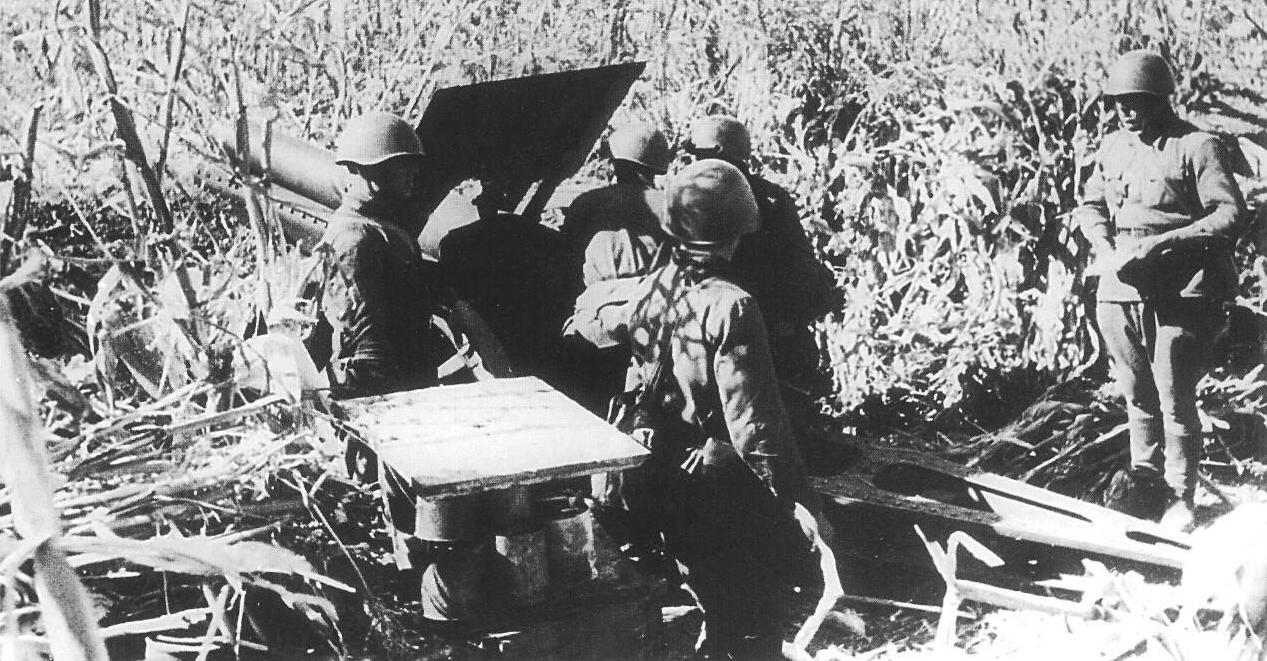
Batteria sovietica nel settore di Odessa

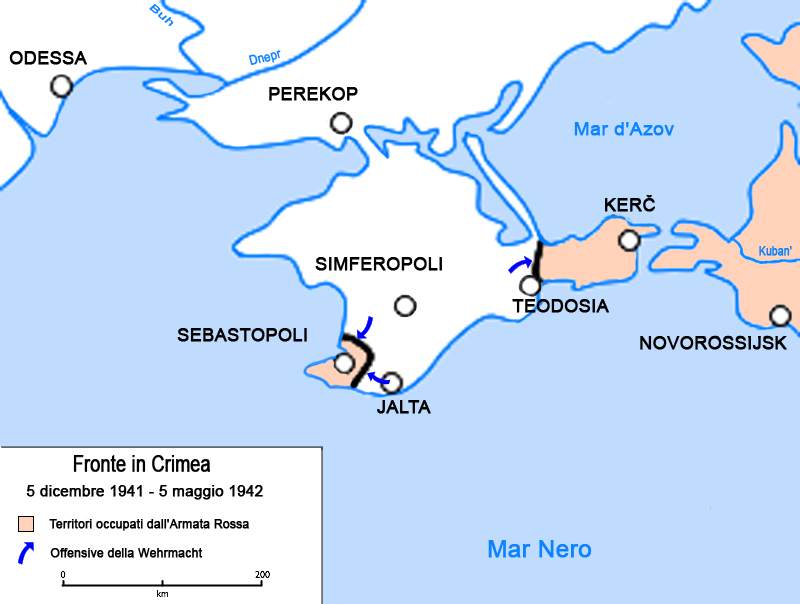
La situazione in Crimea alla fine di dicembre del 1941

Il 16 ottobre l'alto comando sovietico dette l'ordine di evacuare la città di Odessa, accerchiata dall'inizio di agosto dalla 4ª armata rumena, comandata dal generale Nicolae Ciupercă, e, tra il 16 e il 28 ottobre, le truppe tedesche e rumene infierirono sulla popolazione ebraica causando alcune decine di migliaia di morti, provocando il cosiddetto "massacro d'Odessa"; il 28 ottobre i tre corpi d'armata irruppero nella penisola: il XXX e il LIV si diressero verso Sebastopoli mentre il XLII corpo d'armata, comandato dal generale Hans von Sponeck, si diresse in direzione di Kerč, che fu conquistata il 15 novembre dalla 170ª divisione di fanteria, comandata dal generale Wittke, e contemporaneamente furono occupate Jalta e Balaclava, con la cattura di circa 100000 prigionieri.
Il 17 dicembre la 50ª divisione di fanteria, retta dal generale Karl-Adolf Hollidt, iniziò l'attacco verso Sebastopoli e il 23, a prezzo di gravi perdite, fu sfondata la prima linea di difesa ma il giorno 29 ingenti forze sovietiche sbarcarono a Feodosia e nello stretto di Kerč riconquistandone il capoluogo provocando il ripiegamento verso l'interno della 46ª divisione; questo inaspettato evento costrinse von Manstein a distaccare la 170ª divisione, insieme a due brigate rumene, dall'attacco alla fortezza e inviarle in direzione di Kerč riuscendo a respingere i sovietici e riconquistando Vladislavovka, ma il 31 dicembre, complici le difficili condizioni ambientali e la tenace resistenza, egli diede ordine di cessare l'attacco a Sebastopoli che sarebbe potuto riprendere solo cinque mesi dopo, durante la seconda offensiva estiva tedesca.

#### Obiettivo Caucaso
Contemporaneamente all'avanzata in Crimea l'Heeresgruppe Süd si mosse a est in direzione del bacino carbonifero del Donec: a nord la 6ª armata, comandata dal feldmaresciallo Walter von Reichenau, e a sud la 17ª armata, si diressero rispettivamente verso Char'kov e verso Rostov, mentre sul fianco destro della 17ª armata, sulla direttrice del Mar d'Azov, avanzò il I gruppo corazzato, comandato dal generale von Kleist, gruppo corazzato che dopo pochi giorni avrebbe mutato il suo nome in "1ª armata corazzata"; il XLIX corpo d'armata da montagna e la divisione SS Leibstandarte, precedentemente distaccata dall'attacco alla Crimea, avanzarono lungo il Mar d'Azov insieme al III corpo d'armata motorizzato, comandato dal generale Eberhard von Mackensen.

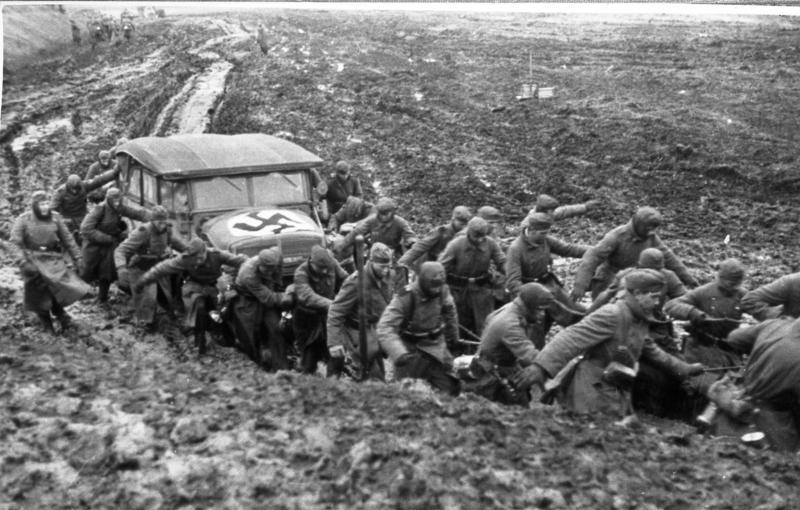
Novembre 1941, soldati tedeschi tentano di trainare a mano un automezzo bloccato dal fango

Il 17 ottobre il III corpo d'armata motorizzato occupò Mariupol' e il 22 fu occupata Taganrog con il suo importante porto, consentendo l'attraversamento del fiume Mius mentre il 20 ottobre la 1ª divisione da montagna, nonostante la resistenza opposta dalla 12ª armata sovietica comandata dal generale Ponedelin, aveva conquistato Stalino; il 23 il generale Timošenko subentrò al comando del fronte sud al generale Erëmenko ma il giorno dopo la 6ª armata tedesca occupò Char'kov e Belgorod, precedentemente evacuate dai sovietici, riuscendo a superare il fiume Donec, e il 3 novembre fu conquistata Kursk ma l'arrivo delle piogge autunnali rese le strade impercorribili, bloccando qualunque possibilità di un'azione veloce a largo raggio.
L'offensiva riprese il 17 novembre grazie al gelo che, indurendo le strade, consentì la ripresa della marcia ma, nei giorni in cui il fronte era rimasto bloccato, i sovietici avevano provveduto a organizzare nuove divisioni mentre i tedeschi faticavano sempre di più a tamponare le perdite subite durante l'avanzata; la divisione Leibstandarte e la 13ª divisione corazzata, comandata dal generale Friedrich-Wilhelm von Rothkirch und Panthen, attaccarono in direzione del Caucaso superando di slancio Sultan-Sali mentre la 14ª divisione corazzata, comandata dal generale Friedrich Kühn, si diresse verso Bolscie-Sali e, nonostante il contrattacco con ingenti forze corazzate da parte della 56ª armata sovietica comandata dal generale Remisov, contrattacco tamponato dall'intervento della 60ª divisione motorizzata comandata dal generale Friedrich-Georg Eberhardt, il 20 novembre le tre divisioni fecero il loro ingresso a Rostov, spingendosi fino al Don, riuscendo, grazie all'azione del 1º battaglione della Leibstandarte, a catturare intatto il ponte sul fiume e, mentre la 60ª divisione motorizzata, a protezione del fianco del III corpo d'armata, occupava Aksaskaja, reparti della 13ª divisione corazzata sospinsero le rimanenti forze sovietiche a presidio della città verso est, aprendo in questo modo la strada in direzione del Caucaso e delle sue riserve petrolifere.

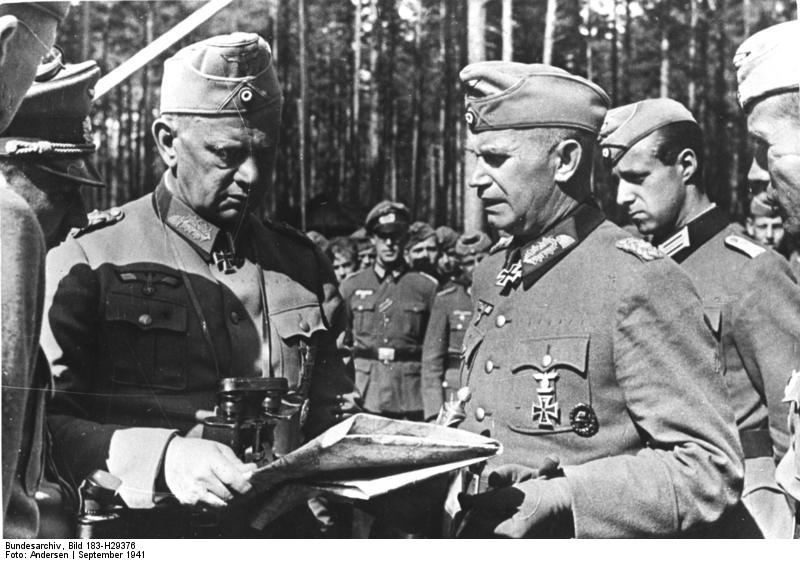
Il feldmaresciallo Walter von Reichenau (a sinistra), comandante della 6ª armata, qui a colloquio con il generale Otto Stapf, comandante della 111ª divisione di fanteria, sostituì, il 1º dicembre 1941, al comando dello Heeresgruppe Süd il feldmaresciallo Gerd von Rundstedt

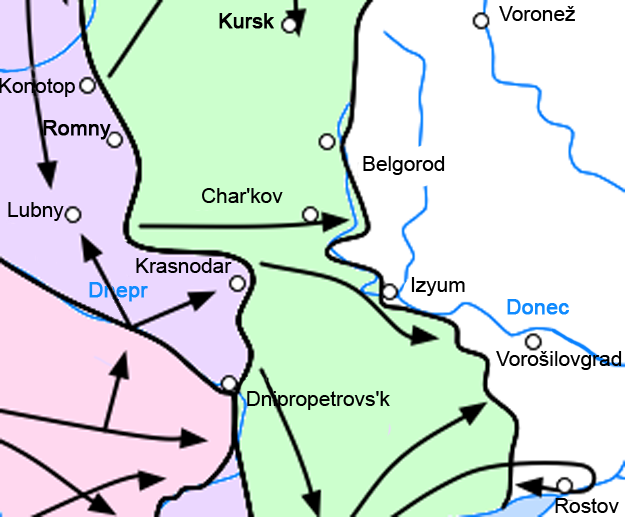
La linea del fronte nel settore di Rostov ai primi di dicembre del 1941

Il contrattacco sovietico fu tuttavia immediato: la 37ª armata, comandata dal generale Anton Ivanovich Lopatin e la 9ª armata, comandata dal generale Haritonov, si gettarono nel "vuoto" che si era creato tra la 17ª armata e la 1ª armata corazzata; lo spazio poté essere colmato e la controffensiva tamponata solo richiamando verso nord nel settore di Tuslov la 13ª e la 14ª divisione corazzata ma nello stesso momento Timošenko dette ordine di attaccare Rostov da est e da sud con la 343ª e la 31ª divisione di fanteria e la 70ª divisione di cavalleria, facendo indietreggiare le deboli forze tedesche che erano rimaste a difendere le linee esterne della città e il 29 novembre Rostov fu riconquistata insieme a Taganrog.
Il feldmaresciallo von Rundstedt, temendo un accerchiamento del III corpo d'armata motorizzato, chiese a Hitler l'autorizzazione per il ritiro delle truppe sulla sponda occidentale del fiume Mius ma, avendo ottenuto il rifiuto da parte del Führer e vista l'impossibilità di resistere, iniziò ugualmente il ripiegamento e per questo il 1º dicembre fu destituito e il comando dell'Heeresgruppe Süd fu affidato al comandante della 6ª armata, il feldmaresciallo Walter von Reichenau; egli, uomo di fede nazista, che riscuoteva la fiducia di Hitler, non poté che constatare la situazione e gli riferì che l'unica possibilità di evitare uno sfondamento del fronte era l'esecuzione del piano predisposto da von Runstedt e il Führer fu costretto ad acconsentire senza tuttavia reintegrare il feldmaresciallo destituito; il bacino del Donec rimaneva comunque in massima parte in mano tedesca ma l'obiettivo della conquista del Caucaso non era stato conseguito.

### Operazione Tifone

#### Le forze in campo e il piano d'attacco
Il giorno 30 settembre ebbe inizio l'operazione Tifone, l'attacco a Mosca per opera dell'Heeresgruppe Mitte, al comando del feldmaresciallo Fedor von Bock, che, al momento dell'attacco, disponeva di una forza di circa 1500.000 uomini e di circa 1000 carri armati così ripartita: tre armate di fanteria, la 2ª, comandata dal generale Maximilian von Weichs, la 4ª, agli ordini del feldmaresciallo Günther von Kluge, e la 9ª, guidata dal generale Adolf Strauß; tre gruppi corazzati, il III, diretto dal generale Hermann Hoth, il II, comandato dal generale Heinz Guderian, e il IV, fatto affluire dal fronte nord, comandato dal generale Erich Hoepner, per un totale di 14 divisioni corazzate, 8 divisioni di fanteria motorizzata, 2 brigate motorizzate e 46 divisioni di fanteria; alle forze terrestri si aggiungevano le due squadre aeree della Luftflotte 2 (2ª flotta aerea), comandata dal feldmaresciallo Albert Kesselring.

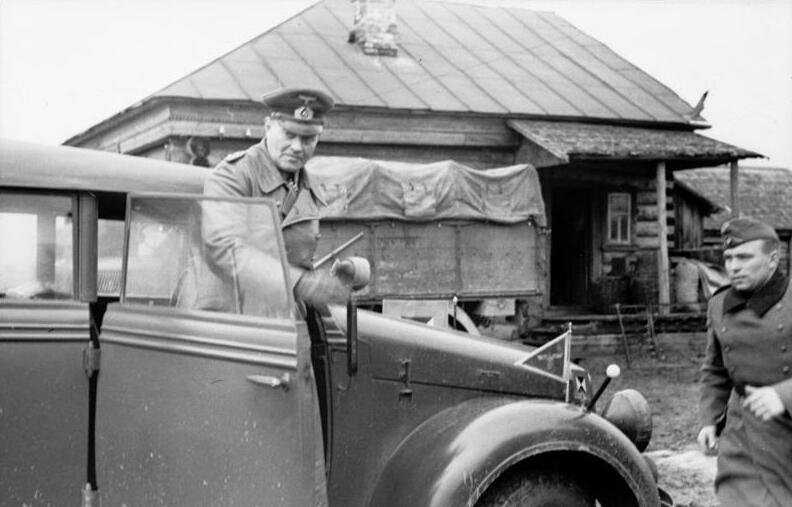
Il generale Erich Hoepner, comandante del IV gruppo corazzato, che doveva dirigersi direttamente su Mosca

Di fronte all'Heeresgruppe Mitte che si preparava all'offensiva furono disposti a difesa della capitale sovietica circa 1250000 uomini, 1000 carri armati, 7600 pezzi d'artiglieria e 936 velivoli. Durante il periodo di stasi delle operazioni nel settore centrale lo Stavka aveva disposto la linea difensiva intorno alla città basata su due livelli esterni: il primo nel settore comprendente Ržev e Vjaz'ma, il secondo nel settore di Možajsk, più una serie di linee concentriche che circondavano l'intera area urbana di Mosca, dispositivo quest'ultimo che tuttavia, al momento della ripresa dell'offensiva, non era stato ancora completato.
Il piano per la conquista della capitale era suddiviso in due fasi: la prima consisteva nell'avanzata sulla direttrice Smolensk-Mosca con la 9ª armata e il III gruppo corazzato a nord e la 4ª armata e il IV gruppo corazzato a sud; i due bracci della tenaglia si sarebbero chiusi a est di Vjaz'ma, compito affidato al LVI corpo d'armata motorizzato, comandato dal generale Ferdinand Schaal da nord e al XLVI corpo d'armata motorizzato, comandato dal generale Heinrich von Vietinghoff da sud. Da sud ovest il Panzergruppe 2 doveva avanzare verso Orël, in direzione della città di Tula con lo scopo di attaccare la capitale da sud e, durante la marcia, accerchiare e distruggere le tre armate sovietiche nel settore di Brjansk, compito affidato al XLVII corpo d'armata motorizzato, comandato dal generale Joachim Lemelsen, e al XLVIII corpo d'armata motorizzato, comandato dal generale Werner Kempf; la 2ª armata di fanteria avrebbe colmato lo spazio tra il IV e il Panzergruppe 2.
La seconda fase era costituita dallo sfondamento del fronte occidentale sovietico, comandato dal generale Semën Konstantinovič Timošenko, sulla direttrice Možajsk-Mosca e costituito dalle armate 43ª, 3ª, 50ª e 13ª, il superamento delle ultime "barriere" di Vjaz'ma e di Brjansk di fronte alla capitale, fronte comandato dal generale Andrej Ivanovič Erëmenko, e la conquista o l'accerchiamento della città, fissando nel 7 novembre il termine massimo per l'attacco diretto a Mosca.

#### La prima fase: 30 settembre - 29 ottobre

##### La presa di Vjaz'ma e di Brjansk: 30 settembre - 7 ottobre

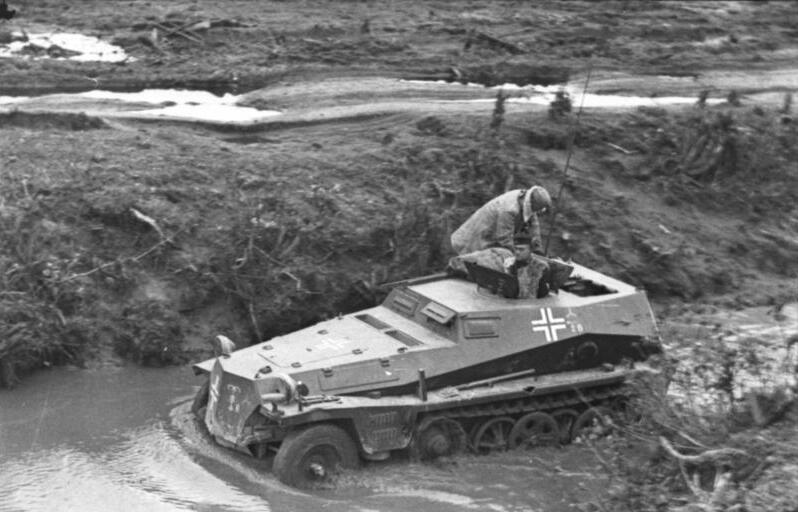
Il terreno, reso fangoso e molle a causa delle piogge autunnali, e la scarsità di strade praticabili per i mezzi corazzati compromisero l'avanzata tedesca verso Mosca

Il 30 settembre a sud il panzergruppe 2 sfondò la linea tenuta dalla 13ª armata sovietica, portandosi a ridosso della città di Orël, mentre il XLVII e il XLVIII corpi d'armata motorizzati si diressero verso nord-est allo scopo di conquistare Brjansk; il 2 ottobre il IV gruppo corazzato, rafforzato dalla divisione SS Das Reich, comandata dal brigadeführer Paul Hausser, e dalla divisione Großdeutschland, comandata dal colonnello Walther Hoernlein, superò il fiume Desna e il XLVI corpo d'armata motorizzato mosse verso Vjaz'ma mentre il LVII corpo corazzato, comandato dal generale Adolf Kuntzen, proseguì la marcia in direzione di Mosca; a nord anche il III gruppo corazzato riuscì a sfondare e, mentre il XLI corpo corazzato, comandato dal generale Georg-Hans Reinhardt, si dirigeva a nord est in direzione di Ržev, il LVI corpo d'armata motorizzato iniziava la diversione verso sud est per chiudere la tenaglia intorno a Vjaz'ma. Il 5 ottobre la 18ª divisione corazzata del generale Walter Nehring conquistò Karačev e il 6 ottobre la 17ª divisione corazzata, comandata dal generale Hans-Jürgen von Arnim, entrò a Brjansk, conquistando la città e il ponte sulla Desna in un solo giorno; immediatamente dopo le divisioni della 2ª armata si congiunsero con la 4ª divisione corazzata, comandata dal generale von Langermann und Erlencamp, chiudendo la sacca dove vennero a trovarsi tre armate sovietiche: la 3ª, la 50ª e la 13ª.
Il 6 ottobre cadde la prima neve e a nord la 10ª divisione corazzata, comandata dal generale Fischer, avanzò verso Vjaz'ma che fu occupata il giorno 7 con l'aiuto dei reparti del XL corpo corazzato, comandato dal generale Georg Stumme, e il XLVI corpo d'armata motorizzato, avanzando verso est, contribuì a chiudere il braccio meridionale della tenaglia, mentre quello settentrionale fu chiuso dalla 6ª divisione corazzata di Franz Landgraf, e dalla 7ª divisione corazzata, comandata dal generale Hans von Funk, che occupò anche la città di Cholm, catturando intatti i ponti sul fiume Dnepr; nella sacca furono intrappolate 55 divisioni e il successo della manovra fu completato da alcuni reparti della 7ª divisione corazzata, al comando del colonnello Hasso von Manteuffel, i quali bloccarono l'autostrada per Mosca.

##### La conquista di Možajsk: 8 - 19 ottobre

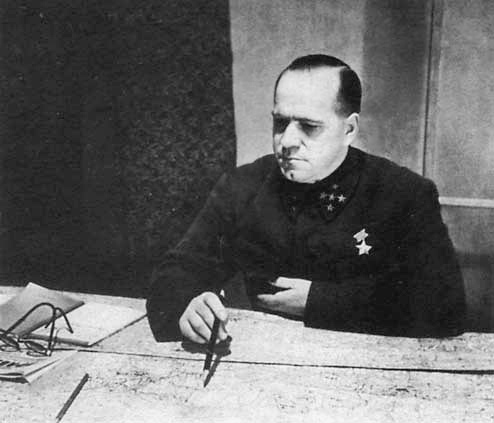
Il generale Žukov, nominato il 10 ottobre 1941 comandante del fronte occidentale sovietico e della difesa di Mosca

Dopo la chiusura delle due sacche furono definiti i piani successivi: a nord la 9ª armata e la 3ª armata corazzata, avrebbero dovuto dirigersi verso Ržev e Kalinin per congiungersi con il IV gruppo corazzato, la 4ª armata avrebbe dovuto seguire la direttrice Možajsk-Mosca, puntando direttamente sulla capitale, la 2ª armata di fanteria avrebbe continuato a colmare lo spazio tra il settore nord e quello sud e infine la 2ª armata corazzata avrebbe conquistato Tula e Kolomna per isolare la città da sud. Contemporaneamente, nel comando sovietico, avvennero significativi cambi di vertici: il 10 ottobre il generale Georgij Konstantinovič Žukov assunse il comando del fronte occidentale sovietico in sostituzione del generale Timošenko inviato sul fronte sud, come suo capo di stato maggiore fu nominato il generale Vasilij Danilovič Sokolovskij e, come capo politico, il futuro premier dell'Unione Sovietica Nikolaj Aleksandrovič Bulganin.
Nel settore nord il 13 e il 14 ottobre furono conquistate Kaluga e Kalinin dalla 1ª divisione corazzata, comandata dal generale Walter Krüger, punta avanzata della 3ª armata corazzata alle dipendenze del generale Georg-Hans Reinhardt, mentre a sud, il IV gruppo corazzato avanzò verso Borodino e Možajsk, scontrandosi per la prima volta con rinforzi provenienti dalla Siberia, precisamente con la 32ª divisione di fanteria siberiana, equipaggiata con tenute invernali di cui i tedeschi non disponevano, e questa unità fu solo la prima che Stalin spostò dalla difesa dell'oriente, dopo essere venuto a conoscenza, informato dalla spia Richard Sorge, dell'intenzione del Giappone di attaccare gli Stati Uniti e quindi di essere stato parzialmente sollevato dal timore dell'apertura di un secondo fronte a est, ma il 19 ottobre la 10ª divisione corazzata e la divisione SS Das Reich, comandata dal brigadeführer Wilhelm Bittrich, si congiunsero superando la Moscova e lo stesso giorno cadde Možajsk, distante meno di 100 chilometri dalla capitale.

##### Le disposizioni per la difesa di Mosca e il blocco delle operazioni: 19-29 ottobre

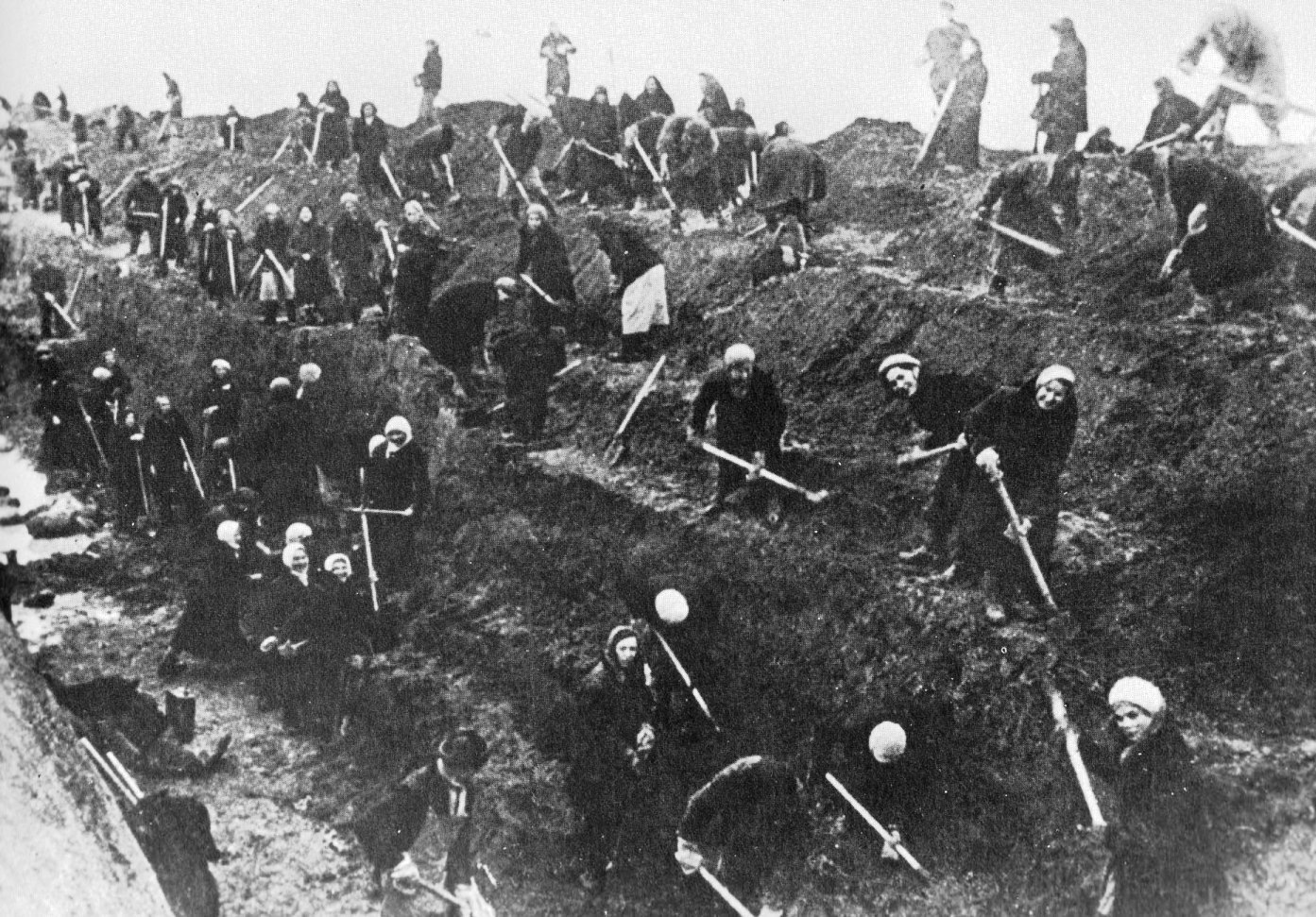
Donne moscovite impegnate nello scavo di fossati anticarro a difesa della capitale

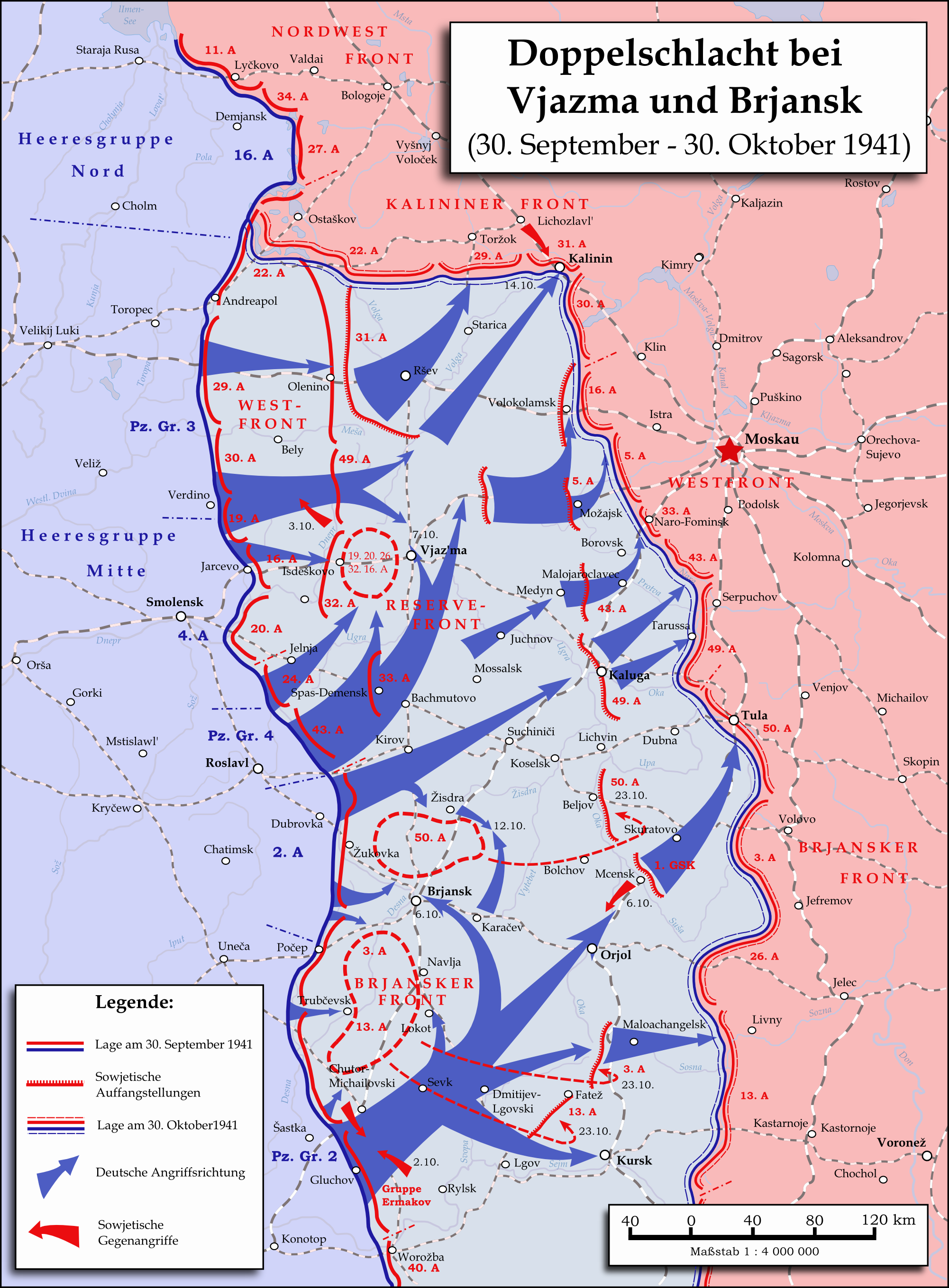
Linea del fronte il 30 ottobre 1941

L'approssimarsi delle truppe tedesche indusse Stalin a mettere in atto la strategia per la difesa della città, mobilitando circa 500000 persone per approntare una "cintura" fortificata: furono scavati 8000 chilometri di trincee e 100 chilometri di fossati anticarro e furono piazzati circa 300 chilometri di reticolati e un grande numero di sbarramenti di tronchi; il 16 ottobre, per arginare il panico e per prevenire possibili fenomeni di ribellione iniziò l'evacuazione del cosiddetto "personale non idoneo al combattimento": molti commissariati del popolo e tutto il corpo diplomatico furono trasferiti a Kujbyšev, la bara contenente le spoglie di Lenin fu rimossa dal mausoleo sulla Piazza Rossa e trasportata in un luogo segreto e furono costituite circa 25 divisioni della "milizia rossa".
Il 19 ottobre Stalin diffuse la notizia che egli sarebbe rimasto a Mosca e il giorno seguente venne proclamato lo stato d'assedio, con l'emanazione di severe disposizioni in materia di ordine pubblico che prevedevano la pena di morte per gli atti di sciacallaggio, di mercato nero e di diserzione, con l'ordine di giustiziare sul posto chi fosse stato trovato nella flagranza di compiere tali azioni.
Al centro dello schieramento tedesco il 22 ottobre la 3ª divisione motorizzata, comandata dal generale Kurt Jahn, riuscì a superare il fiume Nara, il 23 la 19ª divisione corazzata, comandata dal generale Otto von Knobelsdorff, conquistò Gorky, il XL corpo corazzato riuscì a farsi strada oltre la Moscova e, più a sud, la 78ª divisione di fanteria, comandata dal generale Emil Markgraf, arrivò a ridosso dell'ultima linea difensiva esterna della capitale, conquistando, il 27 ottobre, l'importante nodo stradale di Lokotnja, venendone tuttavia respinta dal contrattacco sovietico il giorno successivo. A nord il fango impedì ai reparti corazzati di muoversi e il 19 ottobre un violento attacco corazzato della 29ª armata sovietica proveniente da nord e diretto verso la città di Kalinin, costrinse la 3ª armata corazzata a ripiegare, lasciando la città ai sovietici, e fu evitato un possibile sfondamento solo grazie all'intervento del XLI corpo corazzato, comandato dal generale Walter Model. A sud la 2ª armata corazzata, comandata dal generale Heinz Guderian, superata Orël avanzò in direzione di Tula conquistando Bolchov e il 23 e il 26 ottobre furono superati i fiumi Susha e Oka, e immediatamente dopo caddero Mcensk e Cern; il 29 ottobre i reparti avanzati della 3ª divisione corazzata, comandata dal generale Hermann Breith, e della 4ª divisione corazzata si trovavano a soli 4 chilometri dalla periferia di Tula ma il giorno dopo, a causa della forte resistenza e della scarsità di uomini e di mezzi a disposizione, l'attacco dovette essere arrestato e fu ordinato alle truppe di ripiegare e di schierarsi in posizione difensiva, in attesa che il gelo consentisse ai mezzi corazzati di riprendere l'avanzata.

#### La seconda fase: 17 novembre - 5 dicembre

##### Il superamento del canale Moscova-Volga: 17 - 25 novembre

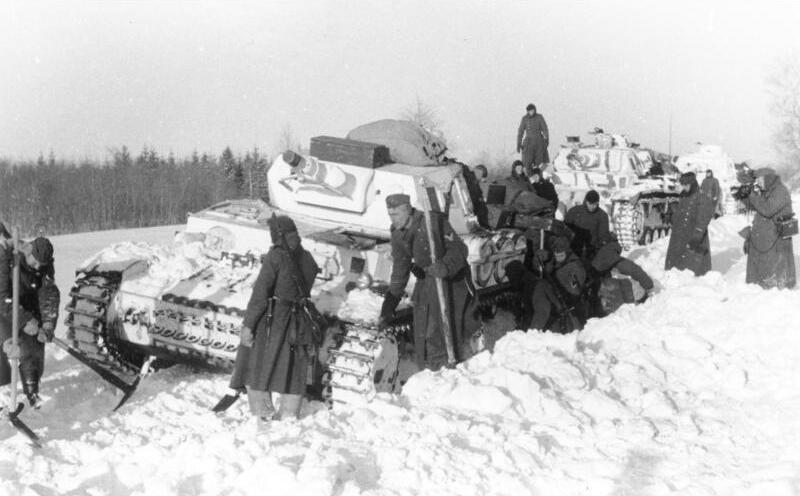
Soldati tedeschi tentano di sbloccare dalla neve un panzer IV D, slittato a lato della carreggiata

Il 6 novembre Stalin decise, allo scopo di risollevare il morale della popolazione, di celebrare il 24º anniversario della Rivoluzione di ottobre nella stazione Majakovskij della metropolitana di Mosca e il 7, secondo tradizione, ebbe luogo sulla Piazza Rossa la grande parata militare, al termine della quale Stalin arringò i soldati e i cittadini, esortandoli alla difesa della patria. Contemporaneamente, il momentaneo arresto dell'offensiva dette modo all'OKH di valutare l'opportunità se proseguire l'attacco e, nel caso, di stimare le forze eventualmente disponibili a compiere l'impresa: in una riunione tenuta nella città di Orša il generale Franz Halder prese in esame le opinioni dei comandanti dei tre gruppi di armate e, a dispetto delle forti perplessità rilevate, Hitler insistette affinché fosse portato l'ultimo assalto alla capitale e il 13 novembre fu ordinata la ripresa dell'offensiva.
L'attacco verso la capitale riprese ufficialmente il 17 novembre ma i tedeschi nei giorni precedenti avevano compiuto alcuni attacchi a sud: la 2ª armata corazzata occupò Maloarchangel'sk, a sud est di Orël, la 10ª divisione corazzata conquistò il nodo stradale tra Ščëlkovo e Dorochovo e il VII corpo d'armata, comandato dal generale Wilhelm Fahrmbacher, aveva respinto i sovietici dalle alture che si ergevano alle spalle della zona, liberando in questo modo la principale via di rifornimento del IV gruppo corazzato; questo il giorno prima si era mosso in direzione di Klin, respingendo un attacco sul fianco sinistro proveniente dalla 44ª divisione di cavalleria mongola, allo scopo di aprire un varco tra la rotabile che univa Kalinin a Mosca, compito affidato al V corpo d'armata di fanteria, comandato dal generale Richard Ruoff, alla 2ª divisione corazzata, comandata dal generale Rudolf Veiel e al LVI Corpo d'Armata motorizzato. Il 23 novembre il V corpo riuscì a occupare Solnečnogorsk e il 25 Peshki, consentendo ai tedeschi di superare il canale Moscova-Volga, ultimo ostacolo naturale prima della capitale, e lo stesso giorno reparti della 35ª divisione di fanteria, comandata dal generale Fischer von Weikersthal, avanzarono verso Istra e Krasnaja Poljana avvicinandosi ulteriormente a meno di 30 chilometri da Mosca, e, unendosi con reparti del LVI corpo, conquistarono la cittadina di Jachroma, dove si trovava la grande centrale elettrica che forniva energia alla capitale, subito occupata da elementi del 25º reggimento corazzato del colonnello Hasso von Manteuffel.

##### L'arrivo a Chimki e l'arresto dell'offensiva: 26 novembre - 5 dicembre

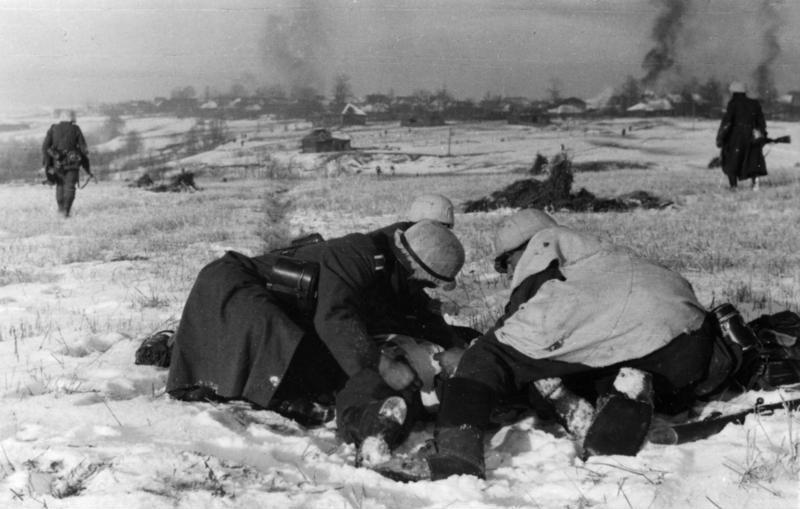
Novembre 1941: fanti tedeschi, privi di equipaggiamento invernale, soccorrono un camerata ferito

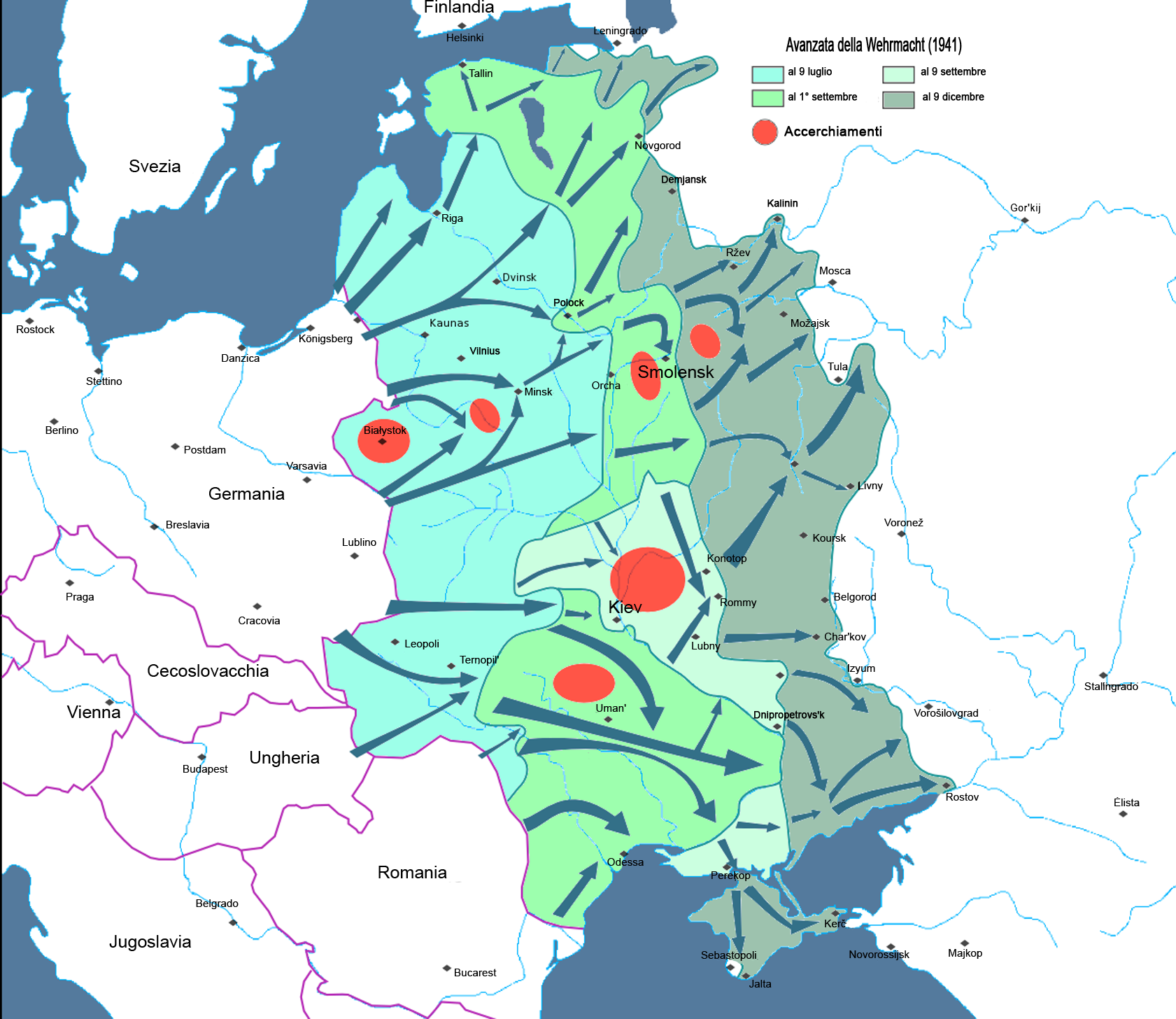
Mappa raffigurante la linea della massima avanzata tedesca al 9 dicembre 1941 (in rosso i grandi accerchiamenti realizzati dalla Wehrmacht)

Il 26 novembre il XLI corpo corazzato si fece strada fino a Oseretskoje ed elementi della 26ª divisione di fanteria, comandata dal generale Walter Weiss, si spinsero fino a Lobnja, distante solo 17 chilometri da Mosca, la 10ª divisione corazzata e la 5ª divisione di fanteria, comandata dal generale Karl Allmendinger, appoggiate da reparti della divisione SS Das Reich, riuscirono, dopo quattro giorni di combattimenti, a occupare Istra e a formare teste di ponte oltre il fiume omonimo presso Lopatova ma il 27 novembre la temperatura scese a 40 gradi sotto zero, si moltiplicarono i casi di congelamento e anche le armi ebbero difficoltà a funzionare. In questo momento i sovietici contrattaccarono riconquistando Jachroma, togliendo alla Wehrmacht quello che doveva essere il trampolino di lancio per l'avanzata da nord verso Mosca. L'attacco nel settore nord proseguì fino a Tušino e Chimki, quest'ultima distante solo 8 chilometri dalla periferia di Mosca e che fu brevemente occupata da reparti della 258ª divisione di fanteria, comandata dal generale Waldemar Henrici, prima di essere respinti da un rapido contrattacco della milizia rossa e del Komsomol.
Identica sorte subì a sud l'avanzata della 2ª armata corazzata che riuscì, il 30 novembre, a occupare il villaggio di Jasnaja Poliana, distante solo 7 chilometri da Tula, e dove il generale Guderian trasferì il suo quartier generale in previsione dell'occupazione della città, ma il successivo attacco, iniziato il 2 dicembre dalla 3ª e 4ª divisione corazzata, rinforzato da reggimenti della divisione Großdeutschland comandata dal colonnello Walther Hoernlein, e dal XLIII corpo d'armata del generale Wilhelm Stemmermann, dovette essere interrotto il 5 dicembre a causa delle proibitive condizioni atmosferiche, dello stremo delle truppe e della sempre più strenua difesa sovietica, le cui forze stavano per passare alla controffensiva.

## Terza fase: Il contrattacco sovietico

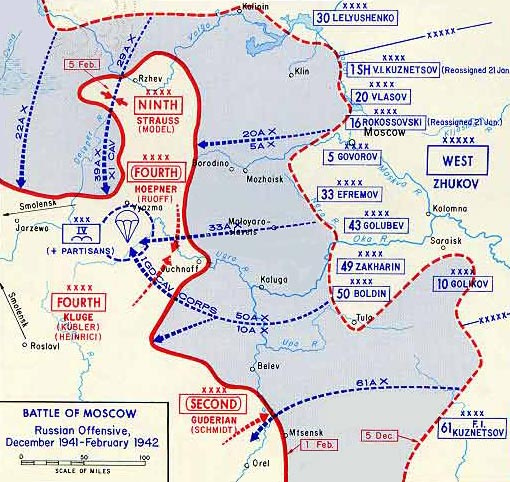
Dettaglio della controffensiva sovietica nell'oblast' di Mosca, dal 5 dicembre 1941 al 31 gennaio 1942

La controffensiva sovietica ebbe inizio il 5 dicembre sull'intero fronte tedesco: il piano d'attacco prevedeva una prima fase, consistente nell'arretramento del fronte tedesco da Mosca, con l'azione delle forze del fronte occidentale, comandato dal generale Žukov, e una successiva che si proponeva di accerchiare e distruggere l'intero Heeresgruppe Mitte, con una manovra a tenaglia che doveva svilupparsi da nord, con le forze comandate dal generale Ivan Stepanovič Konev, e da sud con l'avanzata delle forze del fronte meridionale, comandato dal generale Timošenko, che avrebbero dovuto riunirsi alle spalle dello schieramento tedesco.
L'Armata Rossa lanciò contemporaneamente contro il fronte tedesco 16 armate più due corpi di cavalleria della guardia: il saliente di Klin fu attaccato da otto armate, mentre il settore sud, che andava da Kaluga a Orel, fu investito da otto armate e dai due corpi di cavalleria; preceduti da un intenso fuoco di artiglieria reparti di sciatori penetrarono attraverso la linea del fronte tedesco e poco dopo si misero in movimento le colonne corazzate: la 5ª armata del generale Leonid Aleksandrovič Govorov, la 16ª armata di Rokossovskij, e la 30ª armata, comandata dal generale Dmitrij Leljušenko, avanzarono in direzione di Klin costringendo il generale Reinhardt a inviare la 1ª divisione corazzata verso la città, per permettere il mantenimento dell'unica strada percorribile dai mezzi corazzati, e il 9 dicembre la 7ª divisione corazzata, comandata dal generale Hans Freiherr von Funck, riuscì a fermare l'attacco sovietico ma la città venne comunque conquistata, facendo arretrare le truppe della Wehrmacht di circa 90 chilometri, non riuscendo tuttavia a conseguire l'obiettivo dell'annientamento del III gruppo corazzato tedesco.
Nel settore sud l'offensiva sovietica investì il saliente di Tula per impedire il ripiegamento della 2ª armata corazzata: la 10ª armata, comandata dal generale Golkov, e la 50ª armata, comandata dal generale Ivan Boldin, appoggiate dal I corpo di cavalleria, attaccarono presso Novomoskovsk, mentre la 33ª armata, comandata dal generale Efremov, la 43ª armata, comandata dal generale Sergei Golubev, e la 49ª armata, comandata dal generale Zacharin, avanzarono in direzione di Kaluga e più a sud la 3ª armata e la 13ª armata, insieme al II corpo di cavalleria della guardia, comandato dal generale Lev Dovator, puntarono verso Orel; il generale Guderian, che il giorno precedente era stato costretto a interrompere l'offensiva, dovette ripiegare e l'11 dicembre le unità tedesche arretrarono sulla linea Don-Upa. Egli il 20 dicembre si recò alla Wolfsschanze per riferire al Führer sulla precaria situazione del fronte e soprattutto per ottenere l'autorizzazione a un ripiegamento sulla linea del fiume Oka, ma Hitler lo vietò con l'intenzione di evitarne lo sfaldamento condannando tuttavia i battaglioni che erano a presidio della linea del fronte.

### L'avanzata dell'Armata Rossa verso ovest
A nord di Mosca la 9ª armata tedesca stava cercando di contenere l'avanzata della 22ª armata sovietica, comandata dal generale Vostruchov, che, insieme alla 39ª armata del generale Ivan Maslennikov, aveva attaccato muovendo in direzione di Kalinin con il compito di raggiungere rispettivamente Ržev e Vjaz'ma per trovarsi alle spalle dello schieramento tedesco, e il 16 dicembre la città fu occupata; il generale Strauß, analogamente al generale Wilhelm Schubert, comandante del XXIII corpo d'armata, chiese il permesso di ripiegare per accorciare il fronte, ma il feldmaresciallo von Kluge intese rispettare alla lettera le disposizioni di Hitler e proibì qualunque ripiegamento. Il 3 gennaio 1942 Mologino fu occupata dalla 39ª armata sovietica, la quale, invece di dirigersi verso Ržev, l'aggirò per dirigersi direttamente verso Vjaz'ma.

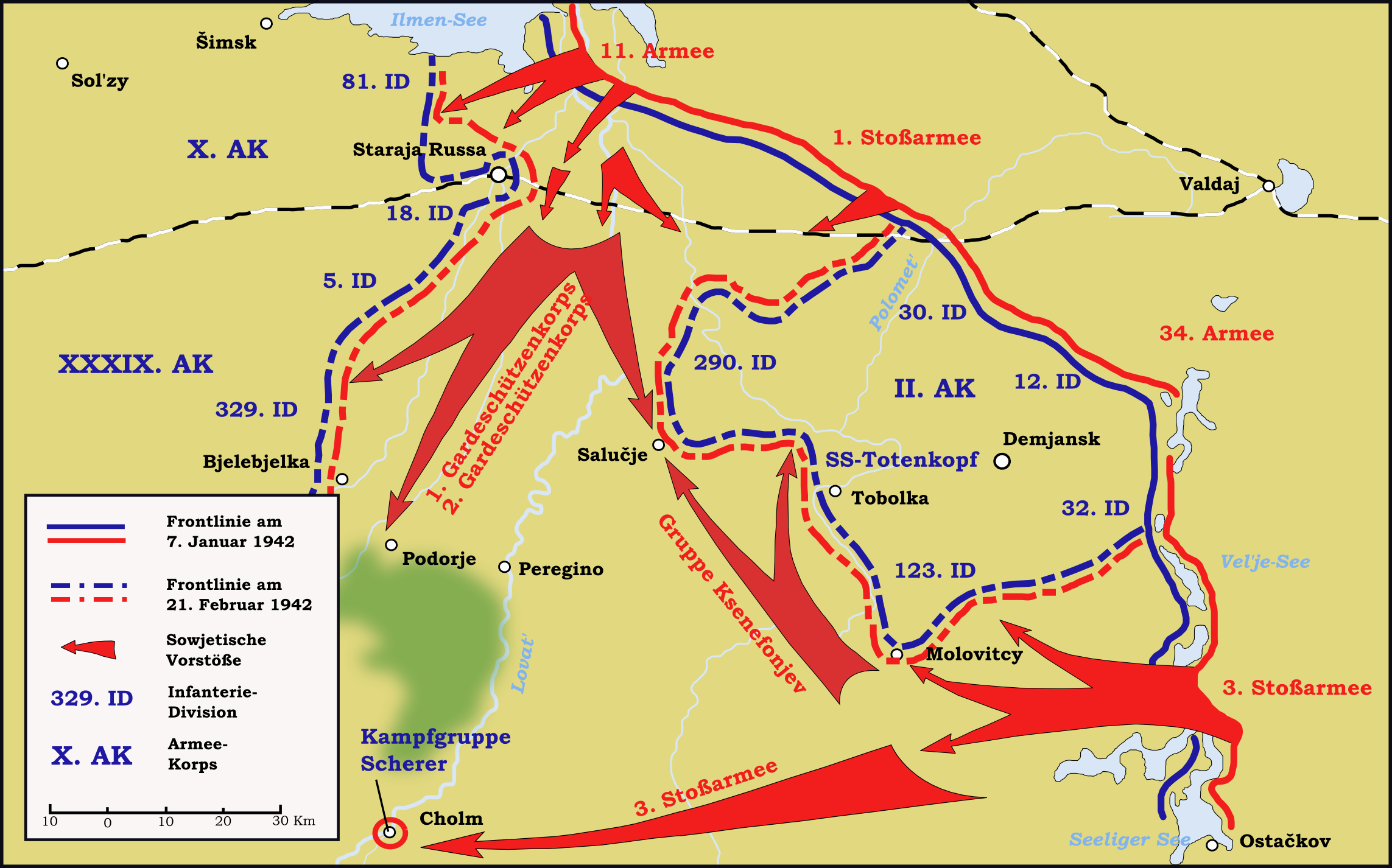
Movimenti dell'Armata Rossa nel settore nord dello schieramento tedesco 7 gennaio - 21 febbraio

Il 6 gennaio 1942 l'11ª armata sovietica, comandata dal generale V.I. Morosov, attaccò in direzione di Staraja Russa e nel fronte tedesco si aprì una falla larga circa 120 chilometri che il comandante del LIX corpo d'armata, il generale Kurt von der Chevallerie, riuscì a chiudere utilizzando tre divisioni provenienti direttamente dalla Francia: l'83ª, la 330ª e la 205ª. Le tre unità di rincalzo riuscirono a bloccare l'avanzata del gruppo di armate sovietico impedendogli di giungere a Vitebsk e analoga sorte subì l'avanzata della 3ª armata che fu bloccata a Cholm dalla resistenza di un piccolo distaccamento comandato dal generale Theodor Scherer. Nel settore di Demjansk il II corpo d'armata tedesco, comandato dal generale Walter Graf von Brockdorff-Ahlefeldt, resistette all'avanzata del gruppo d'armate sovietico ma l'8 febbraio esso venne circondato e il 22 febbraio Hitler comunicò che l'unità avrebbe dovuto resistere per impedire ai sovietici di dilagare alle spalle dello schieramento tedesco, e i due capisaldi sarebbero stati riforniti per via aerea fino alla fine dell'inverno. La contemporanea resistenza dei due capisaldi permise ai tedeschi di evitare il crollo del fronte e di tenere impegnate ingenti forze nemiche fino al sopraggiungere del disgelo che, a causa del fango, avrebbe bloccato qualunque operazione a largo raggio dell'Armata Rossa.
Il 16 dicembre il generale Guderian chiamò Hitler per informarlo che la pressione delle quattro armate sovietiche nel settore sud rendeva impossibile la resistenza sul posto, chiedendo l'autorizzazione a creare una linea a est del fiume Oka che venne respinta e, dopo il colloquio avuto personalmente col Führer il 20 dicembre, dove questi venne informato che il ripiegamento era già iniziato, il 24 dicembre reparti della 50ª armata sovietica superarono l'Oka a nord di Livny e la 10ª divisione di fanteria, comandata dal generale Friedrich-Wilhelm von Loeper, fu sopraffatta a Čern', consentendo lo sfondamento del fronte; il feldmaresciallo von Kluge, informato degli avvenimenti, chiese la rimozione dal comando di Guderian che, il giorno 26, venne immediatamente trasferito alla riserva degli ufficiali dell'OKH.

### Il blocco della controffensiva

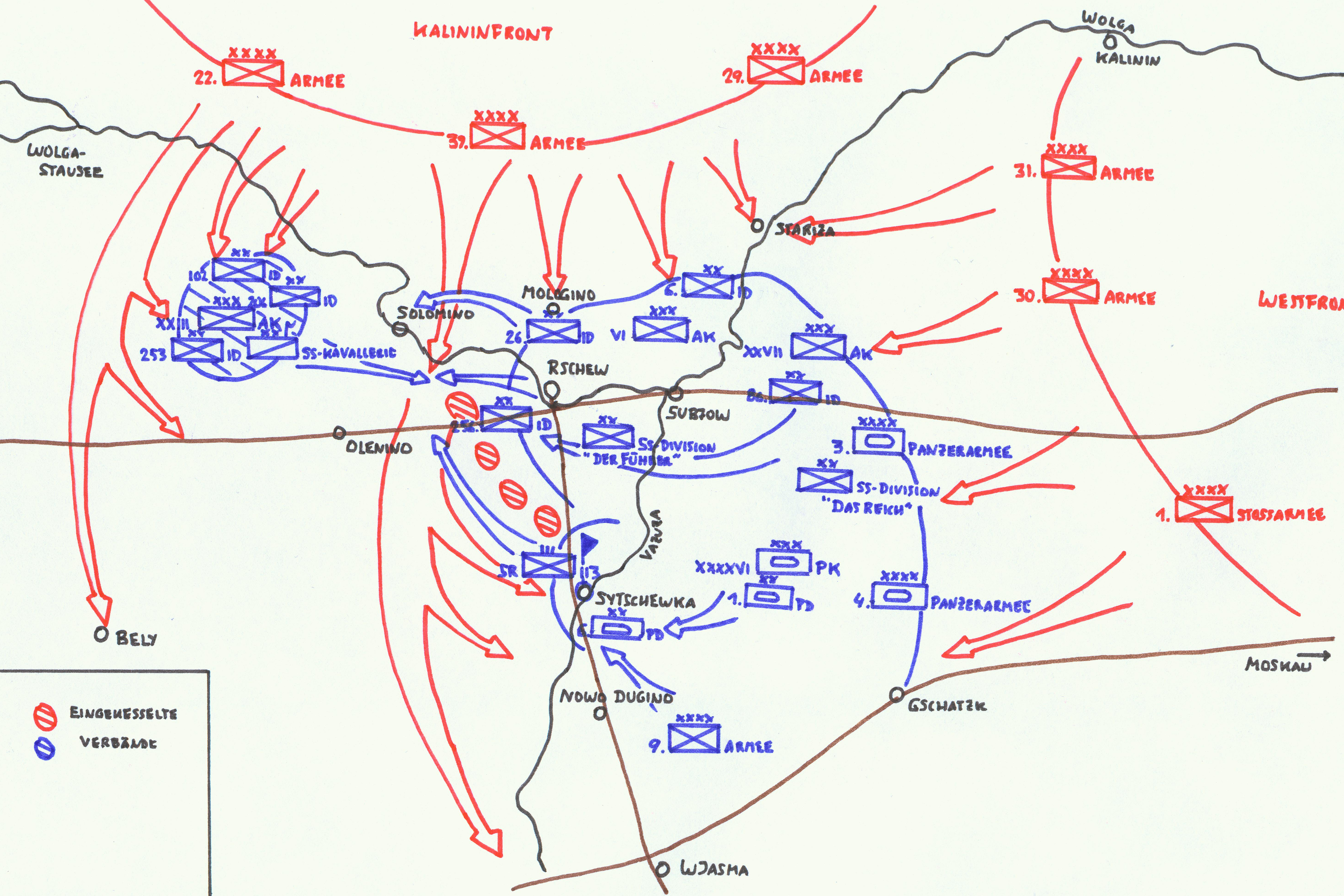
Il contrattacco tedesco nel settore di Ržev che riuscì a fermare l'avanzata della 39ª armata sovietica

Il 15 gennaio il generale Walter Model sostituì il generale Adolf Strauß al comando della 9ª armata, che doveva fronteggiare la spaccatura del fronte dove i sovietici stavano proseguendo l'avanzata verso Vjaz'ma, lasciando sul loro fianco sinistro la città di Ržev; egli decise di contrattaccare il nemico nella zona di Sicevka, sia per bloccare l'avanzata sia per ristabilire il fronte che stava correndo il rischio di sfaldarsi: la 1ª divisione corazzata venne inviata sul posto il 21 gennaio e subito dopo le venne affiancata la divisione corazzata "Das Reich", comandata dall'SS-Obergruppenführer Matthias Kleinheisterkamp. Il 22 gennaio le forze tedesche contrattaccarono in direzione di Ossuiskoje, mentre la 256ª divisione, comandata dal generale Gerhard Kauffmann, insieme alla 206ª divisione, attaccarono a ovest di Ržev, con l'intento di intrappolare le nove divisioni della 29ª e della 39ª armata sovietica che erano penetrate in profondità nel fronte tedesco.
Il 23 gennaio le punte delle forze avanzanti si congiunsero, dando la possibilità al XXIII corpo d'armata di riunirsi con la 9ª armata e l'intervento della 5ª divisione corazzata bloccò il contrattacco sovietico; il 4 febbraio, l'86ª divisione di fanteria tedesca riuscì a riconquistare Ossuiskoje, e, il 6 febbraio, si unì con i primi reparti della 1ª divisione corazzata presso Certolino, chiudendo definitivamente la tenaglia il 18 febbraio; l'azione difensiva di Model era riuscita nel duplice obiettivo di fermare l'avanzata della 29ª e la 39ª armata sovietica e di ristabilire la linea del fronte, evitando il pericolo di un ricongiungimento delle forze sovietiche a Vjaz'ma, alle spalle dello schieramento tedesco.
Nel settore sud la 4ª armata di fanteria tedesca, comandata del generale Ludwig Kübler, era esposta al pericolo di una falla nel fronte tra Kaluga e Belëv; la 10ª armata sovietica aveva accerchiato a Suhinichi la 216ª divisione di fanteria, comandata dal generale Werner von Gilsa, e, il 7 gennaio, il generale Schmidt diede ordine alla 18ª divisione corazzata, alla 4ª divisione corazzata, comandata dal generale Heinrich Eberbach, e alla 208ª divisione di fanteria, comandata dal generale Hans-Karl von Scheele, di avanzare lungo la linea del fiume Oka allo scopo di colmare lo spazio tra Suhinichi e Orel, ristabilire il fronte e respingere la 10ª armata sovietica. Il 17 gennaio le tre unità giunsero in linea e, il giorno 24, presero contatto con le unità periferiche della 216ª divisione e la città fu evacuata ma, nello stesso tempo, la linea del fronte fu ristabilita e, anche nel settore sud, il pericolo dell'accerchiamento dell'Heeresgruppe Mitte fu scongiurato.

### Libri specifici sull'operazione Barbarossa
- Il terzo Reich, vol. Operazione Barbarossa, Hobby & Work, 1993, ISBN non esistente.
- (EN) Christer Bergström, Barbarossa – The Air Battle: July-December 1941, Londra, Chervron/Ian Allen, 2007, ISBN 978-1-85780-270-2.
- Paul Carell, Operazione Barbarossa, Bur, Milano, Rizzoli, 1963, ISBN non esistente.
- Alan Clark, Operazione Barbarossa : il conflitto russo-tedesco 1941-1945, Milano, Garzanti, 1965, ISBN non esistente.
- (FR) François de Lannoy, Panzers en Ukraine, Éditions Heimdal, 2001, ISBN 2-84048-148-0.
- (EN) John Erickson, The road to Stalingrad, Cassell, 1975, ISBN non esistente.
- (EN) David M. Glantz, Barbarossa, Tempus, 2001, ISBN 0-7524-1979-X.
- (EN) David M. Glantz e Jonathan M. House, When Titans Clashed: How the Red Army Stopped Hitler, University Press of Kansas, 1998, ISBN non esistente.
- (EN) Robert Kirchubel, Operation Barbarossa 1941, volumi 1, 2 e 3, Osprey Publishing, 2003, ISBN non esistente.
- Ronald Seth, Operazione Barbarossa, Milano, Urania, 2009, ISBN 9788890388637.

### Libri di argomento generico
- La storia, vol. XIII, L'età dei totalitarismi e la seconda guerra mondiale, Torino, La biblioteca di Repubblica, 2004, ISBN non esistente.
- Il terzo Reich, vol. Macchina di morte, Hobby & Work, 1993, ISBN non esistente.
- Eddy Bauer, Storia controversa della seconda guerra mondiale, vol. III, Novara, De Agostini, 1971, ISBN non esistente.
- Chris Bellamy, Guerra assoluta, Torino, Einaudi, 2010, ISBN 978-88-06-19560-1.
- Enzo Biagi, La seconda guerra mondiale, vol. II, Milano, Fabbri Editori, 1995, ISBN non esistente.
- Enzo Biagi, La seconda guerra mondiale, parlano i protagonisti, Milano, Rizzoli, 1992, ISBN non esistente.
- (EN) Winston Churchill, The Second World War, Vol. 5: Germany Drives East, London, Cassel & C., 1964.
- Christopher Andrew e Oleg Gordievskij, La storia segreta del KGB, Milano, Rizzoli, 1993, ISBN 88-17-25882-2.
- Marc Ferro, La seconda guerra mondiale - Problemi aperti, collana XX Secolo, Firenze, Giunti, 1993, ISBN non esistente.
- Luciano Garibaldi, Un secolo di guerre, Vercelli, Edizioni White Star, 2001, ISBN non esistente.
- Heinz Guderian, Panzer General - Memorie di un soldato, Milano, editore originale Heidelberg, 2008  [1951], ISBN non esistente.
- Basil H. Liddell Hart, Storia militare della seconda guerra mondiale, Milano, Mondadori, 1995, ISBN 978-88-04-42151-1.
- John Keegan, La seconda guerra mondiale, Milano, Rizzoli, 2000, ISBN 88-17-86340-8.
- James Lucas, La seconda guerra mondiale vista dai tedeschi, La Spezia, Fratelli Melita Editori, 1992, ISBN non esistente.
- James Lucas, Das Reich - il ruolo militare della 2ª divisione SS, collana Profili storici, Milano, Hobby & Work, 1992, ISBN non esistente.
- Henry Michel, La seconda guerra mondiale, Tascabili Economici Newton, Roma, Newton Compton, 1978, ISBN non esistente.
- Richard Overy, Russia in guerra, Milano, il Saggiatore, 2000, ISBN 88-428-0890-3.
- Cesare Salmaggi e Alfredo Pallavisini, La seconda guerra mondiale, Mondadori, 1989, ISBN 88-04-39248-7.
- William L. Shirer, Storia del Terzo Reich, Torino, Einaudi, 1963, ISBN non esistente.
- (EN) Timothy Snyder, Bloodlands: Europe between Hitler and Stalin, New York, Basic Books, 2010, ISBN 978-0-46503-147-4. Ospitato su archive.org.
- Steven J. Zaloga, T-34/76 medium tank 1941-1945, London, Osprey Publishing, 1997, ISBN 1-85532-382-6.